# Storia di Siracusa in età spagnola (1700 - 1734)
L'espressione Siracusa in età spagnola (1700 - 1734) indica la città aretusea al tempo dell'unione della corona di Sicilia con quella di Spagna, il cui periodo finale va dalla guerra di successione per stabilire chi sarebbe stato l'erede legittimo di Carlo II di Spagna, fino alla salita al trono di Sicilia dell'ultimo Asburgo, Carlo VI d'Asburgo, con la conseguente guerra fatta dalle potenze europee a questo sovrano e la consegna della Sicilia, e di Siracusa, a Carlo di Borbone. In questo periodo nell'intervallo 1713-1718 fu governata dai Savoia, mentre dal 1720 al 1734 dagli Asburgo d'Austria.

## Contesto
Dopo un Cinquecento segnato dalla crescente forza e minaccia dell'Impero ottomano, la Siracusa seicentesca si vide immersa in un panorama europeo che diveniva con gli anni sempre più teso; l'attenzione dei difensori spagnoli finì con lo spostarsi dal Levante all'Occidente.
Dopo aver accolto e ospitato figure del calibro di Caravaggio e Pietro Della Valle, la città venne coinvolta nella rivolta antispagnola di Messina, divenendo la preda ambita del re di Francia Luigi XIV (che in quel momento proteggeva i messinesi). Oltre che dalle continue carestie, Siracusa venne sconquassata in maniera violenta dal terremoto del Val di Noto del 1693, per cui si ritrovò negli ultimi anni del Seicento in una situazione di forte debilità sociale. Ciononostante, diede l'avvio a una notevole opera di ricostruzione che l'avrebbe accompagnata durante tutta la prima metà del Settecento.

## La guerra di successione spagnola e la Quadruplice Alleanza
Francesi e inglesi avevano cercato già prima della morte dell'ultimo Asburgo spagnolo, Carlo II di Spagna, di divedere pacificamente l'Impero, ma la volontà della Francia di venire in possesso della Sicilia e degli altri domini italiani, lasciando tuttavia ai tedeschi i vasti territori americani, ovvero le Indie, contrariarono il pretendente al trono spagnolo Carlo VI d'Asburgo, rivale di Filippo V di Borbone; il pretendente al trono ispanico scelto dalla Francia. L'Asburgo quindi si rifiutò di essere incoronato sovrano d'America e di Spagna senza ottenere, specificatamente, anche la secolare corona europea della Sicilia.

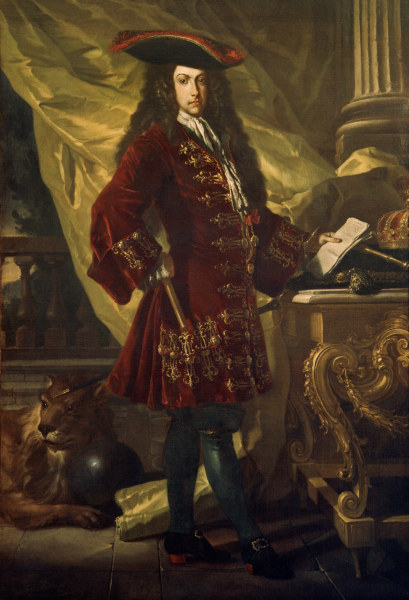
Carlo VI d'Asburgo, rifiutò prima il trono di Spagna e delle Indie e in seguito rifiutò la pace di Utrecht (molti anni dopo sarebbe divenuto l'ultimo sovrano Asburgo di Sicilia)

Non trovando le parti un accordo, scoppiò la guerra. Gli inglesi a loro volta non desideravano una Spagna, con tutti i suoi possedimenti, unita a un'altra potenza d'Europa (nel caso specifico gli spagnoli scelsero l'alleanza con i francesi), formando una sorta di monarchia universale. La Gran Bretagna, appoggiata dal Sacro Romano Impero, dichiarò quindi una fiera battaglia alle forze franco-spagnole sparse per tutta la Terra.
Il viceré di Sicilia, allarmato dalla conquista del Regno di Napoli da parte degli anglo-tedeschi, nel 1708 spedì soldati irlandesi (alleati degli spagnoli in quanto nemici degli inglesi) e francesi sia a Palermo che a Messina, tuttavia è a Siracusa che avvenne la prima azione siciliana degli alleati verso i franco-spagnoli: nel novembre del 1710 vi fu uno scontro navale nel porto aretuseo tra le navi da guerra della marina francese e quelle della marina inglese (battaglia di Siracusa).
L'ammiraglio Jacques Cassard abbordò e catturò due fregate inglesi, capitanate da Edward Rumsey e Charles Constable, le quali si erano spinte fin lì per bloccare i francesi che trasportavano grano da Siracusa in Francia, esse facevano parte di una flotta più vasta che era andata, momentaneamente, a rifornirsi in Corsica.
Se pur lacunoso come episodio (le cronache inglesi lamentano la stranezza di sole due navi per bloccare un porto come quello aretuseo e l'eccessiva rapidità del sopraggiungere in un sol giorno, dalla Francia alla Sicilia, dell'ammiraglio Cassard; le fonti francesi non aggiungono altro per chiarire tali circostanze e le principali italiane tacciono del tutto l'accaduto), questo episodio è comunque importante, non solamente perché rappresenta la sola azione bellica svoltasi nell'isola prima della tregua del 1713, ma anche perché si tratta del primo approccio inglese nelle acque di Siracusa.
La guerra proseguì in Europa e nel resto del mondo, con grande spargimento di sangue, specialmente per i francesi, fino a quando si giunse, nel 1713, a un trattato di pace tra le potenze: il trattato di Utrecht.

### La Sicilia ai Savoia
A Utrecht si sancì la dissoluzione definitiva dell'Impero spagnolo. La Sicilia venne tolta alla Spagna e unita ai territori del  duca piemontese Vittorio Amedeo II di Savoia; costui si era recentemente ribellato al potere francese (il quale, data la vicinanza geografica, aveva controllato in passato più e più volte le sorti del ducato savoiardo) ed era diventato un alleato caro agli inglesi. Il duca era anche stato uno dei pretendenti al trono di Spagna, grazie a un'eredità portatagli da un'antica duchessa savoiarda del Cinquecento, figlia di Filippo II. Con questo accordo diplomatico gli spagnoli lasciarono in massa la Sicilia, avvenne dunque il cambio con i piemontesi.
Filippo V di Spagna aveva avuto un'ultima possibilità da parte dei vincitori: gli era stato proposto di lasciare la corona spagnola, di rimanere delfino di Francia e di prendersi la Sicilia, insieme a Napoli e al resto dell'Italia iberica (in sostanza l'accordo pre-guerra di successione al quale agognava la Francia) ma, in tal caso, il trono spagnolo non sarebbe passato all'imperatore tedesco (non più semplice arciduca), bensì lo avrebbero dato ai Savoia. Filippo però, dopo aver tentennato (il suo parente, Luigi XIV, avrebbe voluto che accettasse quest'ultima proposta), decise di tenersi la Spagna e le Indie, rinunciando ai suoi domini europei. Ai Savoia invece i britannici imposero il divieto di vendere o barattare l'isola con qualche altra terra e, tra le altre clausole, in caso di estinzione del ramo maschile savoiardo, l'isola ritornava obbligatoriamente alla corona di Spagna (che dopo Utrecht non si sarebbe mai unita a quella di Francia).
Le potenze europee immaginarono che la Spagna avrebbe prima o poi avuto dei ripensamenti nel cedere delle grandi terre che la sua gente aveva posseduto fin dal medioevo (il primo legame della Sicilia con gli iberici risaliva alle medievali guerre del Vespro). Il Regno Unito, dopo aver chiarito i dissapori con la Francia, portò all'essere una nuova alleanza, nella quale entrarono anche i Paesi Bassi, che prese il nome di triplice alleanza (gennaio 1717) il cui scopo era quello di affrontare e contrastare le prossime mosse della Spagna.
Violando il trattato di Utrecht, la Spagna nell'estate del 1717 invase la Sardegna - che era sotto il potere di Carlo VI - e dopo averla conquistata senza grosse difficoltà (i sardi preferivano il regime spagnolo a quello austriaco) si prepararono ad attaccare la Sicilia dei Savoia.
Nell'isola, molto prima dell'invasione, si era già sparsa la notizia che la Spagna stava tornando per rivendicare ciò che Utrecht le aveva sottratto. Vittorio Amadeo sapeva di essere in una condizione di estrema precarietà su quel trono: troppi pretendenti e troppo potenti per riuscire a mantenervisi illeso. Aveva allora vietato ai siciliani di leggere le notizie politiche: tutte molto allarmanti e nelle quali si palesava che mezza Europa era a conoscenza di un nuovo patto ordito principalmente dall'Inghilterra, nel quale il succedersi degli eventi per siciliani e piemontesi era stato praticamente deciso a tavolino, senza che le due parti interessate venissero in alcun modo consultate.
Tale patto prevedeva l'entrata in guerra del Sacro Romano Impero accanto a inglesi, francesi e olandesi; tutti coalizzati contro gli spagnoli: stava quindi per formarsi una pericolosa Quadruplice Alleanza. All'imperatore asburgico d'Austria sarebbe andata la corona siciliana, a patto che avesse rinunciato ai suoi diritti dinastici sul trono di Spagna; rinuncia che egli fece.
A questo punto Vittorio Amedeo, circondato, cercò di aprirsi una qualche via diplomatica tra le potenze interessate, non ottenendo reazioni positive, optò per allearsi con gli spagnoli, ma sapeva bene per che cosa questi stessero tornando e quanto agguerriti fossero; tant'è che il cardinale Alberoni, suo corrispondente a nome del re Cattolico, gli intimò di unirsi agli spagnoli per soverchiare coloro che «avevano creduto di poter tagliare il mondo a pezzi» (in riferimento alle possessioni spagnole e a ciò che ne avevano fatto le potenze europee).

### Lo sbarco spagnolo in Sicilia
Il 1 luglio 1718 la Spagna approdò in Sicilia, presso Solunto (nell'omonimo golfo, divenuto poi golfo di Termini Imerese), sbarcando 30.000 uomini in arme, il cui ordine era quello di sottrarre con la forza la Sicilia ai Savoia e di riportare sotto la corona iberica i siciliani. L'ordine del re savoiardo era a sua volta quello di mantenere la corona dell'isola per i Savoia.

## Siracusa piazzaforte dei piemontesi (1718-1720)
Facente parte a pieno di questa tensione bellica esterna, Siracusa viveva internamente tutt'altra situazione: nemmeno un decennio prima che scoppiasse la guerra di successione, la città era stata distrutta e la sua popolazione decimata dall'evento sismico dell'11 gennaio 1693. I siracusani, già gravemente afflitti dalla fame, dalla povertà e dall'isolamento, diminuirono ancora di numero: da 15.000 anime si era passati a 11.000 (si consideri che agli inizi del Cinquecento Siracusa contava 50.000 abitanti, per cui rappresenta uno di quei rari casi - unico in Sicilia - dove la popolazione con il tempo va grandemente a diminuire invece di aumentare, e la perdita non va imputata unicamente a catastrofi di carattere naturale).

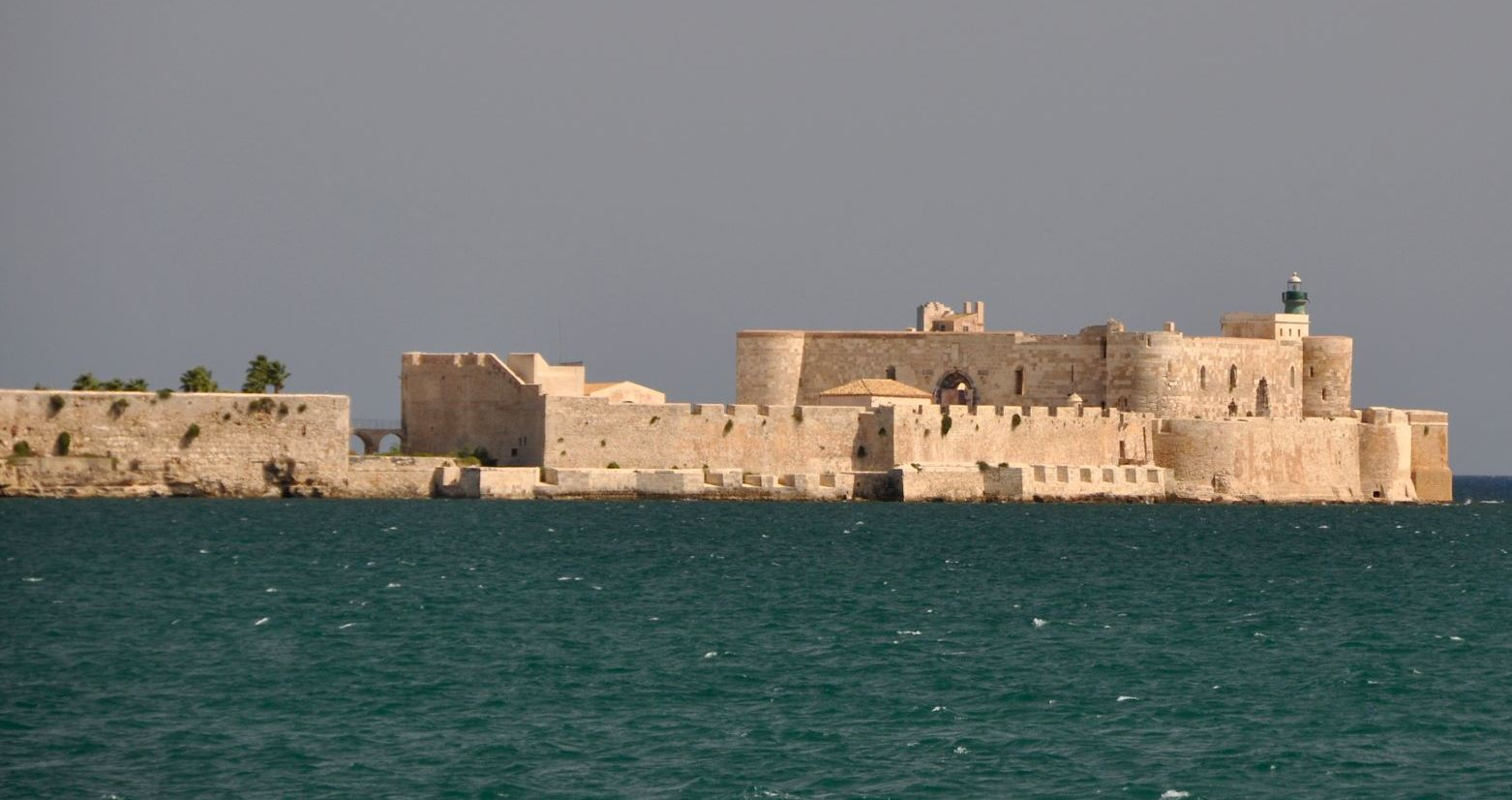
Nel 1704 un fulmine colpì il Castello Maniace (in foto), uccidendo i soldati spagnoli al suo interno e provocando alla struttura gravissimi danni

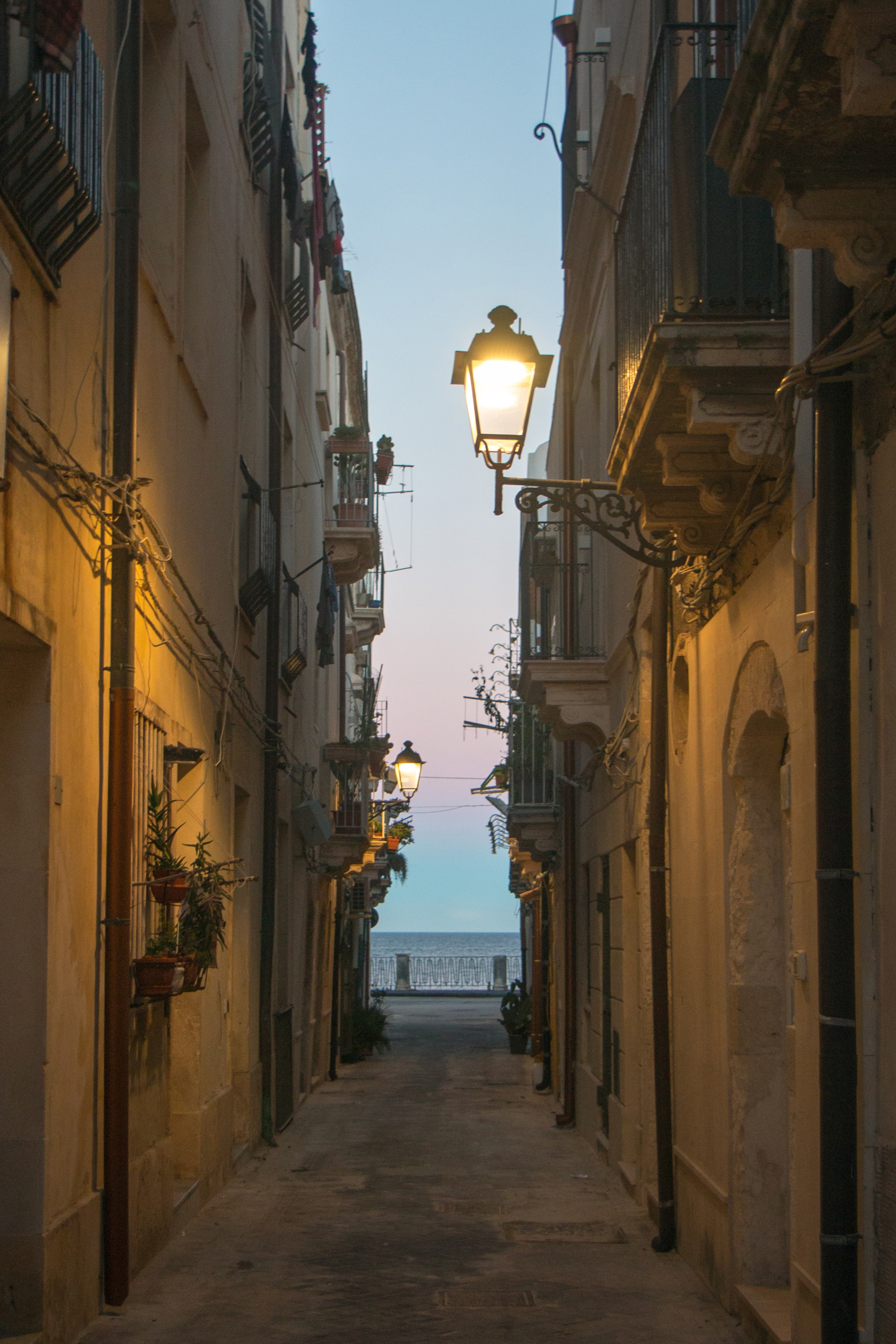
Uno dei vicoli dell'isola di Ortigia; la sola parte abitata di Siracusa in tempi spagnoli

La città era impegnata nella ricostruzione ma continuava a permanere la sua emarginazione. In tutto ciò, appena arrivati, i piemontesi la vedevano solamente come una forte rocca (o una «corazza di pietra»), che doveva svolgere il suo ruolo difensivo in un eventuale attacco, e tra l'altro di essa non ci si fidava nemmeno: i piemontesi sospettavano che i siracusani acclamassero segretamente gli Asburgo d'Austria, che ne bramassero il ritorno.
Il nuovo re Vittorio Amadeo, durante la sua prima e unica traversata della Sicilia, non si degnò di visitarla: egli, passeggiando su e giù per l'isola, visitò di presenza abbondantemente l'area palermitana, poco l'ennese, poi si fermò a Catania, a Taormina e infine a Messina, concedendo, tra l'altro, proprio ai messinesi nuovi privilegi per lavare l'onta della punizione spagnola (punizione dovuta a quella ribellione che negli anni '70 del '600 aveva portato i siracusani ai limiti di una guerra civile).
I piemontesi non conoscevano i siciliani: erano due mondi culturalmente diversi che si incontravano per la prima volta, quindi cercarono di inquadrarli in fretta, elargendo giudizi per ogni parte della Sicilia: i siracusani, insieme a catanesi e palermitani, vennero etichettati come gente non amante delle novità.
Per il resto, Vittorio Amadeo non governò di persona il regno: egli preferì tornare in Piemonte e lasciare un viceré in Sicilia (dunque l'isola continuò a essere amministrata come un vicereame, non volendo il sovrano spogliare il Piemonte della corte principale). Inoltre i piemontesi non toccarono l'ufficio della Santa Inquisizione siciliana (che continuava a rimanere legato a Madrid, non volendo che si andasse ad unire con il Sant'Uffizio romano; tra il papa e i piemontesi non vi erano infatti buoni rapporti), tanto è vero che Siracusa continuò ad avere il suo personale Capitano dell'Inquisizione (tale carica cittadina rimarrà in vigore fino a oltre la metà del '700, e le pratiche della Sacra Inquisizione vennero descritte da un ufficiale aretuseo addetto ad eseguirle come spesso arrecanti «orrore e vergogna all'umanità»).
Durante il Regno di Vittorio l'Impero ottomano diede sentore di voler attaccare nuovamente il Mediterraneo occidentale, quindi i piemontesi provarono per la prima volta quello stato d'ansia che era appartenuto fino ad allora agli spagnoli nel dover preparare l'isola a difendersi da un'eventuale invasione dei turchi. Conoscendo un po' di storia passata, ebbero il timore che le mete ambite dal sultano fossero Siracusa e Augusta, per cui mandarono più uomini a presidiarle (non essendoci più i soldati di Spagna al loro interno) e si avvalsero del comprovato sistema difensivo del Regno, il quale consisteva nella leva obbligatoria che fornivano i feudatari siciliani (fanti e cavalieri regnicoli che erano pronti a combattere in caso di attacco nemico).
Apparecchiato il tutto (Siracusa e Augusta vennero inoltre affidate alla sorveglianza del generale Ghirone Silla San Martino, marchese di Andorno) i piemontesi si meravigliarono di come i siciliani rimanessero calmi di fronte l'aspettativa di un'invasione della Sublime Porta; fu risposto loro che così tante volte, negli anni addietro, si era gridato all'invasione del sultano che ormai ci avevano fatto l'abitudine. Fortunatamente per l'isola, stavolta gli ottomani andarono ad attaccare i domini veneziani.

### Il conflitto con la Spagna

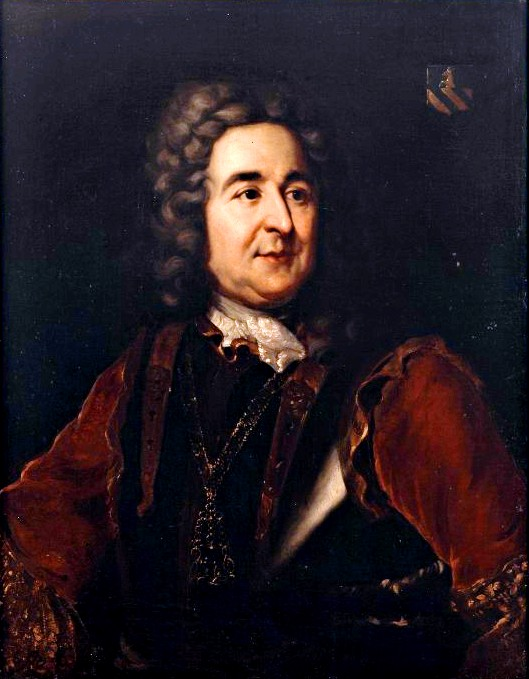
Il conte della Mirandola, viceré di Sicilia, Annibale Maffei

Ritenendo che Palermo, la capitale dell'isola, non fosse difendibile, il viceré piemontese Annibale Maffei, insieme al Senato palermitano, il 2 luglio ne trattò la consegna agli spagnoli con il loro comandante, Jean François de Bette marchese di Lede, ottenendo da questi l'accordo che le truppe piemontesi potessero andarsene da lì in maniera pacifica, senza recare alcun travaglio alla popolosa città. Maffei ordinò ai suoi uomini di incamminarsi verso Siracusa, la quale, al contrario di Palermo e di altre città siciliane, era stata modellata nel corso dei secoli dagli spagnoli con il principale scopo di resistere al nemico a oltranza, per cui venne valutata dal re piemontese (già da diversi anni) come il miglior luogo nel quale trincerarsi e aspettare l'evolversi degli eventi.
Gli spagnoli non seguirono Maffei; non gli tagliarono la strada che lo avrebbe infine condotto a Siracusa. Essi si fecero ubriacare dalle feste che i palermitani fecero loro, persero tempo dentro Palermo, sfilando tra la folla, pensando che anche la Sicilia sarebbe capitolata tra gli applausi, così come aveva fatto la Sardegna.
Il loro ritardo, il loro non correre subito verso Siracusa, sarà considerato il fatale errore della Spagna, poiché la piazza d'armi (che gli spagnoli conoscevano molto bene, dato che essi stessi l'avevano tirata su a quel modo) era risultata imprendibile per oltre 200 anni e, una volta chiuse le sue porte, nemmeno ai soldati di Spagna sarebbe stata concessa la sua capitolazione; soprattutto quando si sarebbero messe in moto le azioni della Quadruplice Alleanza (i cui accordi erano in dirittura d'arrivo).

### La marcia dei piemontesi verso Siracusa

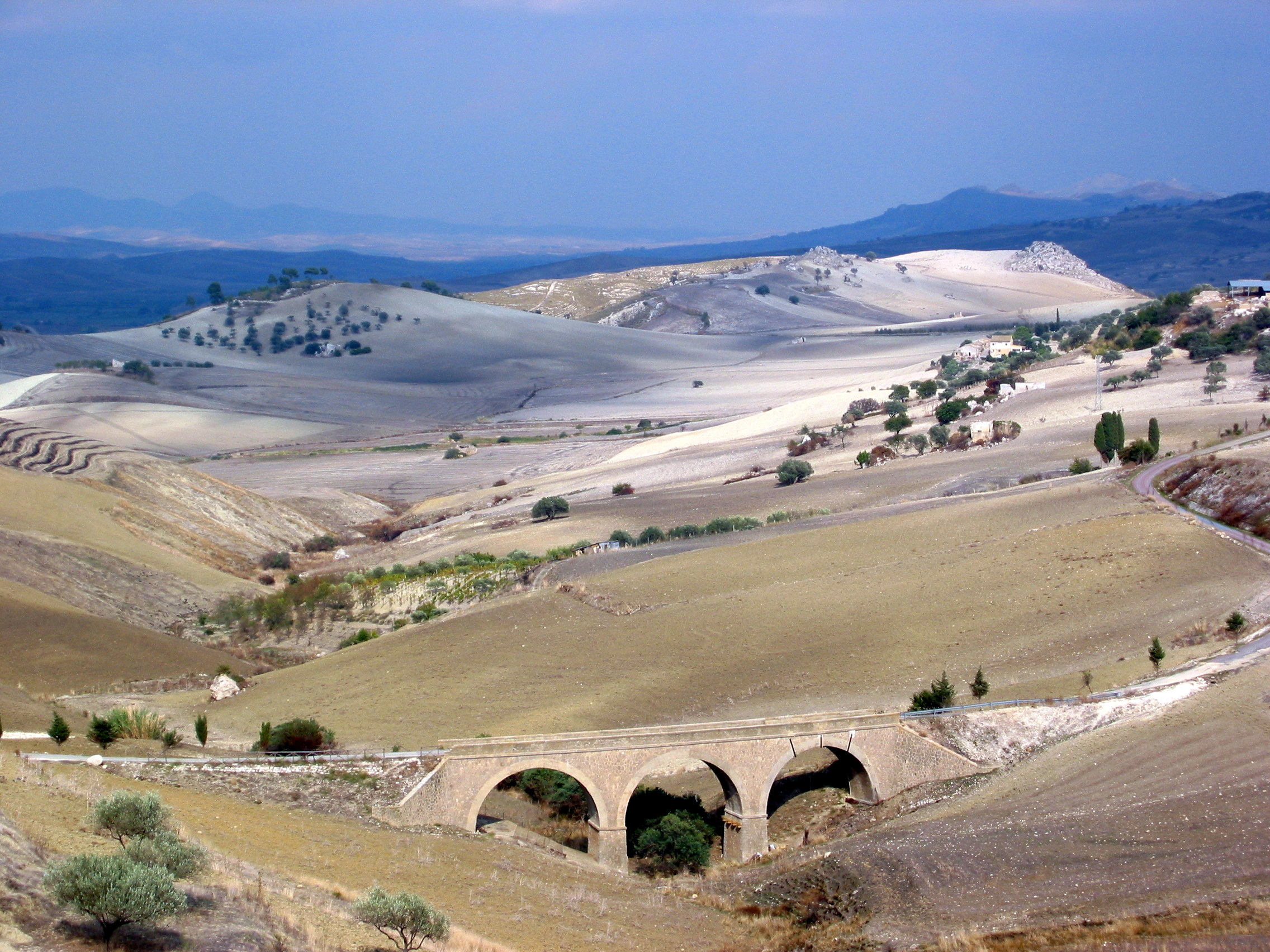
La zona collinare e montuosa, con poca acqua, di Piazza Armerina (nell'ennese), attraversata da Meffei e dalle truppe piemontesi per raggiungere Siracusa (la loro marcia durò 14 giorni)

Le truppe piemontesi (3 battaglioni e 5 compagnie di dragoni), a corto di denari e con mezzi precari, affrontarono la marcia nella Sicilia interna, partendo da Palermo giorno 3 luglio.
(Il viceré Maffei al re Vittorio Amedeo, firmandosi: humilissimo e fedelissimo servitore, Maffei. Piana dei Greci, lì 3 luglio 1718.)
Enormi furono le difficoltà incontrate dal viceré lungo il percorso: anzitutto dovette raddoppiare i giorni di marcia verso Siracusa, poiché egli non poteva prendere la via più diretta (che è quella che costeggia il mare nord-occidentale di Termini Imerese) in quanto già occupata dai soldati di Spagna. Quindi i giorni divennero settimane.
Oltre al lungo giro delle montagne occidentali, Maffei dovette fare i conti con una nobiltà che era totalmente favorevole al ritorno spagnolo nell'isola e che nel giro di sole ventiquattro ore (come il viceré ripete più volte nelle sue lettere al sovrano savoiardo) aveva fatto sollevare l'intera popolazione regnicola (eccetto quelle delle piazzeforti che rimanevano in mano dei soldati piemontesi).
(Il viceré Maffei nel suo diaro di marcia. Vallelonga, lì 7 Luglio 1718.)
Giunti nella città di Caltanissetta ebbero degli scontri armati con i cittadini e prefrirono evitare le città di Piazza Armerina (all'epoca nota solo come Piazza) e Caltagirone, poiché gli abitanti li attendevano per ucciderli:
Stesse ostilità le incontrarono ovunque decisero di fermarsi; anche solo per riposare e per dissetarsi arrivarono a bere acque fangose.
Con una Sicilia che li era tutta nemica, i piemontesi trovarono la salvezza solo una volta arrivati ad Augusta (anche se già a Lentini venne offerto loro del vino e non li fu sparato contro). Gli augustani li sfamarono e li prepararono per le ultime miglia che li separavano dai siracusani. Finalmente, la sera del 16 luglio, dopo 14 giorni di marcia, i piemontesi entrarono a Siracusa e ne serrarono le porte.

### L'arrivo di Maffei e dei soldati
Un mese dopo la sua partenza da Palermo, Maffei scrisse una missiva al re piemontese, osservando quanto importante si stesse rivelando la sua venuta a Siracusa e che, nonostante il lungo e tortuoso viaggio, ne era valsa sicuramente la pena, arrivando ad affermare che se per risparmiarsi le fatiche della marcia avesse deliberato di condurre le truppe nella più vicina piazzaforte di Trapani (che distava da Palermo al massimo 3 giorni di marcia) il re piemontese avrebbe già perso la corona siciliana (ritornata alla Spagna):
(Il viceré Maffei al re Vittorio Amedeo II di Savoia. Siracusa, lì 3 agosto 1718.)

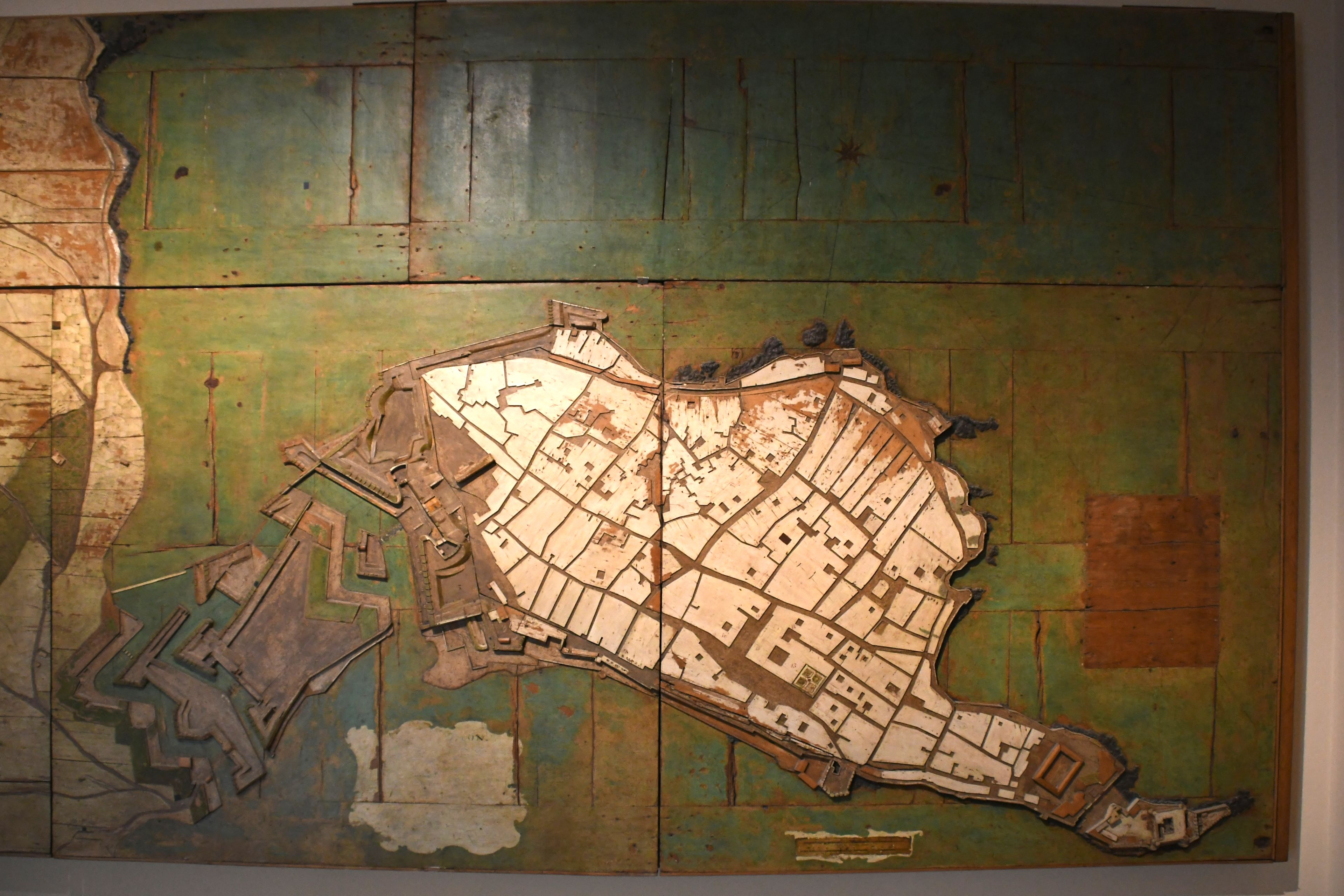
L'isola fortezza edificata in epoca spagnola (museo di palazzo Bellomo, Ortigia)

I piemontesi non vennero maltrattati dai siracusani (anzi alcune fonti parlano finanche di accoglienza festosa), ma dal conte della Mirandola gli aretusei vennero descritti come gente di «genio non differente dagli altri [siciliani ]» (inteso come desiderosi di potersi ribellare): il Maffei auspicava il potenziamento della sorveglianza nelle piazzeforti e specialmente in quella siracusana, poiché la vedeva troppo popolata da civili, che superavano in gran numero i militari: fu questa l'eterna contraddizione di Siracusa: una rigida piazza d'armi che però non rinunciava a tutti i suoi diritti civili.
Maffei rassicurò il re dicendogli che comunque avrebbe cercato, in caso di rivolta, il modo per sottomettere i siracusani al suo volere. In verità vi fu un tentativo di ribellione da parte dei siracusani: alcuni cittadini volevano impedire che i piemontesi si facessero padroni della rinomata fortezza (sapendo bene ciò che questo avrebbe significato per le sorti del conflitto), avevano quindi pensato di aspettare che parte del presidio piemontese uscisse fuori per accogliere i propri compatrioti giunti da Augusta e di serrarsi dentro con il resto dei piemontesi rimasti, ucciderli, dichiararsi per la Spagna e correre a chiamare la milizia del comandante marchese di Lede. Tuttavia, giunto il momento, non se la sentirono di attuare come prestabilito e mandarono a monte il piano, permettendo ai savoiardi di entrare liberamente e di chiudere le porte solo quando tutta la truppa fu dentro (Maffei non seppe mai di tale congiura).
Rimanendo però estremamente sospettoso, il viceré volle disfarsi di una gran parte di quei soldati siciliani che presidiavano Siracusa, spedendoli via mare nel messinese (le acque siracusane erano ancora prive di controllo alcuno, non essendovi arrivate né la flotta inglese né quella spagnola): il reggimento Gionei con un battaglione svizzero Akbret (i quali, se pur costretti a partire, si mostreranno invece fedeli alla causa dei Savoia fino alla fine).
Nel frattempo le città di Catania, Acireale (al tempo detta Jaci) e Giardini Naxos si erano proclamate per gli spagnoli e quindi, trovandosi nel mezzo, impedivano le comunicazioni tra Siracusa e Messina (che invece era ancora con i piemontesi poiché difesa dal generale marchese di Andorno). I siracusani erano per cui isolati dal resto dell'isola e il timore di Maffei era quello che gli spagnoli volessero proprio questo: circondarli e, una volta capitolata Messina, assediarli e toglierli ogni possibilità di vittoria. Per tale motivo Maffei sollecitava il re piemontese affinché gli permettesse di chiedere aiuto al Regno di Napoli, ma Vittorio Amedeo voleva evitare fino all'ultimo tale mossa, poiché sapeva che il viceré napoletano rispondeva agli ordini dell'imperatore austriaco Carlo VI (membro di quella Quadruplice Alleanza che voleva sottrargli la corona di Sicilia).

### L'arrivo dell'armata d'Inghilterra
Il marchese di Lede - nominato viceré di Sicilia dai palermitani ma non riconosciuto come tale dai siracusani, che rimanevano fedeli al viceré Maffei (continuando a dimorare questi al suo interno) - aveva seguito passo dopo passo il viaggio dei piemontesi nell'entroterra del regno grazie ai suoi tanti informatori; aveva dato ordini su ordini cercando di rendere quanto più difficoltosa possibile la marcia di Maffei e dei savoiardi. Infine, quando giorno 16 luglio i piemontesi si chiusero dentro Siracusa, il marchese di Lede lasciò finalmente Palermo e con la flotta spagnola salpò alla volta di Messina, nella quale approdò giorno 22 luglio.
Ma non durò molto l'assedio messinese: lo stesso giorno dell'arrivo del marchese di Lede si arrese la città; i messinesi minacciarono con le armi i piemontesi, intimando una rivolta interna se il marchese di Andorno (generale dei Savoia) non si fosse ritirato nella cittadella militare.
I piemontesi si concentrarono allora sulla difesa del porto di Messina, protetto dal forte del Santissimo Salvatore  (che poi era ciò che realmente premeva a chi si contendeva l'entrata e la tenuta dell'isola, essendo quella la porta che separava la Sicilia dal continente europeo), lasciando la città al suo destino: anche i messinesi, come i palermitani, accolsero gli spagnoli con giubilo (con buona pace del re savoiardo che sperava nel loro antico risentimento verso la nazione che li aveva puniti).
Mentre uno dopo l'altro capitolavano i tanti castelli che cingevano il messinese, Siracusa appariva sempre più isolata; con essa resistevano Trapani e Milazzo insieme formavano quelle tre fortezze, poste ciascuna su un lato diverso dell'isola, alle quali gli spagnoli avevano affidato innumerevoli volte la difesa del regno, erano difatti i migliori siti da essi fortificati.
Il 2 agosto 1718 l'Inghilterra, l'Olanda, la Francia e il Sacro Romano Impero siglarono ufficialmente a Londra la Quadruplice Alleanza, che da tempo inquietava il re savoiardo; difatti con l'accordo di tali potenze Vittorio Amedeo II era costretto ad accettare quanto da esse stabilito, altrimenti sarebbe divenuto un nemico della pace, così come lo era la Spagna. Ma poiché non si erano ancora visti sulle coste di Sicilia né inglesi né austriaci, il Savoia confidava sulla resistenza di Siracusa per mantenere intatta quella corona:
(Console Raibaudi, ambasciatore di Vittorio Amedeo II di stanza nel Regno di Napoli.)
Vittorio Amedeo II di Savoia dava al conte della Mirandola istruzioni affinché questi facesse osservare ordine, disciplina e leggi del Regno del Piemonte in Siracusa; che questa città divenisse il punto di partenza per la riconquista piemontese della Sicilia, la qual cosa, hanno osservato gli storici, dimostrava la lontananza del re dal campo di battaglia; la sua assenza dal punto focale degli eventi: era infatti impossibile per Maffei, con le poche forze a disposizione e con una città bloccata per terra (e presto anche per mare), sperare in una rimonta del potere sabaudo: la Spagna da un lato e la Quadruplice Alleanza dall'altro, entrambi avevano per questa isola piani molto differenti da quelli dei piemontesi.

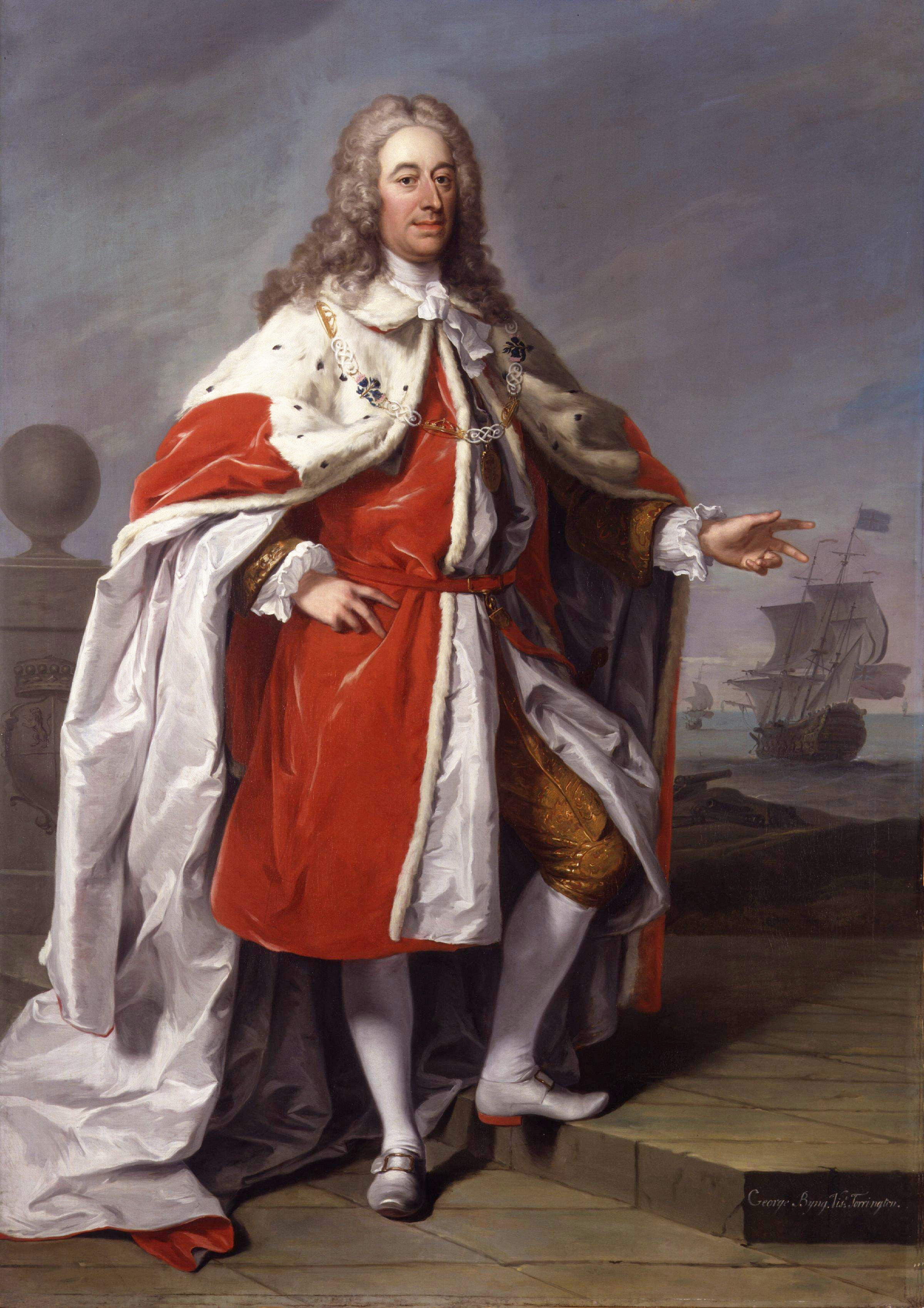
George Byng, I visconte Torrington

Il 2 agosto la Royal Navy, armata d'Inghilterra, comandata dall'ammiraglio George Byng, I visconte Torrington con 28 grandi navi bene equipaggiate, incluse quelle da guerra, fece la sua comparsa nelle acque di Napoli (essa era partita in giugno da Spithead, nel Portsmouth) e fu un militare siracusano a dare al console savoiardo e al viceré di quel Regno, Wirich Philipp von Daun, le notizie su ciò che stava accadendo in Sicilia; passate anche al comandante inglese, informato così sulla posizione dell'Armada Española (secondo gli spagnoli, inoltre, Siracusa seguiva da tempo le mosse dell'Armada, poiché il generale tedesco Wetzel gliene faceva arrivare dettagliate notizie)
Byng prelevò soldati tedeschi dal Regno di Napoli e li traghettò fino in Sicilia, nella quale approdò, nel porto messinese, giorno 10 agosto. Portò con sé 2.000 germanici, che avevano il compito di aiutare i piemontesi a cacciare gli spagnoli dall'isola.). La presenza tedesca serviva inoltre agli inglesi per far capire agli spagnoli che l'Europa voleva rispettati gli accordi di Utrecht.
Non volendo la Spagna arrendersi in terra siciliana, Byng decise allora di gettarsi all'inseguimento dell'Aramada spagnola, la quale aveva issato le ancore dal porto peloritano e aveva fatto rotta verso Siracusa giorno 9 agosto, quando le era giunta voce dell'imminente arrivo delle navi d'Inghilterra.

### La sconfitta dell'Armada di Spagna nelle acque siracusane
(José Ferrer de Couto, militare e storico spagnolo, sulla battaglia navale dell'11 agosto 1718.)
Byng scovò infine l'Armada Española (29 navi da combattimento per un totale di 1.360 cannoni e 10.100 uomini) l'11 agosto 1718, che stava attraversando il lungo litorale siracusano: gli inglesi la intercettarono e senza una dichiarazione di guerra (Byng aveva lasciato lo Stretto di Messina offrendo una tregua agli spagnoli e il suo governo non voleva certo una guerra ufficiale con la Spagna), l'attaccarono pesantemente, quando la maggior parte dei galeoni spagnoli erano giunti a Capo Passero (località che difatti diede il proprio nome alla battaglia).
Molte navi spagnole cercarono la fuga, altre si arenarono sulle coste siracusane. La battaglia interessò una larghissima fetta del territorio: da Augusta, passando per Siracusa e Avola, fino alla punta estrema della Sicilia orientale e al canale di Malta, si vedevano navi spagnole distrutte o inseguite dagli inglesi.

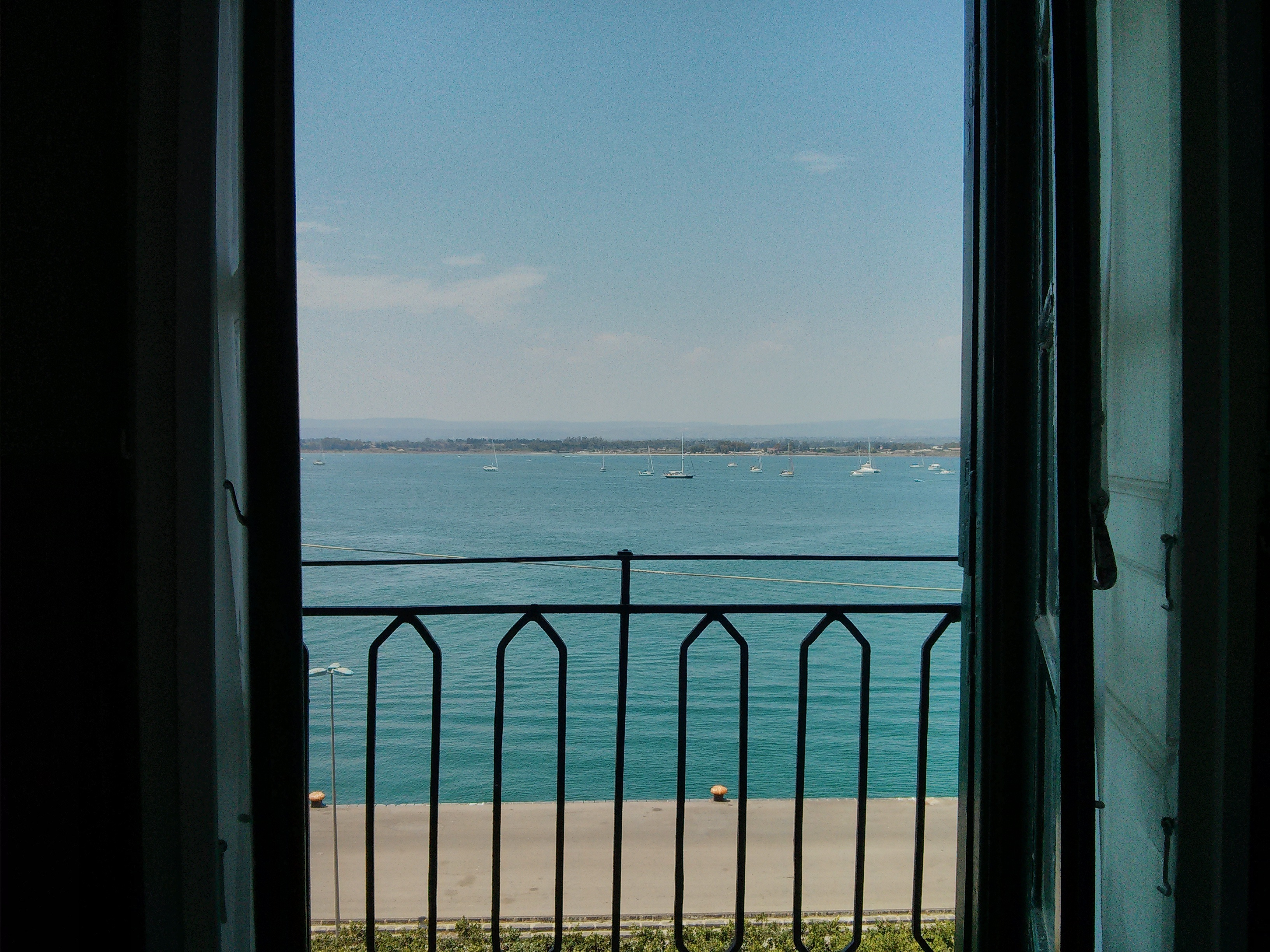
Il porto Grande di Siracusa visto da uno dei palazzi storici di Ortigia. Il viceré Maffei guardò da una di quelle finestre la disfatta dell'Armada Española

Affermò il viceré Maffei, che dalla sua abitazione in Ortigia, l'11 agosto, vide le navi spagnole bruciare. Gli abitanti della fortezza avevano visto l'intera flotta del re Cattolico sfilare davanti ai baluardi aretusei, tra la sera del 10 agosto e l'alba del giorno. In seguito udirono i primi spari e il frastuono andò avanti per tutto il giorno (fino al 12 agosto fissavano ancora ciò che rimaneva delle navi ispaniche braccate dai galeoni d'Inghilterra).
Finita la battaglia, il 17 agosto Byng riuscì a rimettere entrambe le flotte in stato di navigazione e quello stesso giorno ancorò al porto di Siracusa; secondo altre cronache era invece il 19 agosto:
(Nicolas Tindal, The History of England, vol. 27, p. 198.)
In città gli inglesi continuarono a riparare le loro navi. Nel frattempo si decise il destino dei prigionieri spagnoli: molti di loro, con i propri galeoni mal ridotti, entrati in aspro atteggiamento con gli inglesi (a tal punto che questi denudarono gli ufficiali prigionieri) da Siracusa vennero mandati al porto di Mahón (postazione britannica in terra spagnola), mentre l'ammiraglio in capo, José Antonio de Gaztañeta venne condotto via mare, con altri prigionieri della Real San Felipe (che tra l'altro saltò in aria una volta uscita dal porto aretuseo, uccidendo 160 inglesi e 50 spagnoli), nella vicina Augusta e qui rilasciato sotto promessa, voluta da Byng, che costoro non tornassero a combattere per almeno quattro mesi. Altri prigionieri ancora rimasero nella città aretusea ma da qui riuscirono in qualche modo a fuggire e tornarono a Palermo, dove si erano radunati i superstiti della battaglia navale siracusana (solo 2.600 uomini su 10.100).
A Siracusa Byng intavolò le prime trattative diplomatiche: scrisse al marchese di Lede, cercando di giustificare il palese deliberato attacco, con conseguente distruzione dell'intera flotta da combattimento spagnola, con parole di rammarico e dispiacere per quanto era accaduto, accusando gli spagnoli di essere stati i primi aggressori e di non considerare tale atto come motivo di rottura dei buoni rapporti che ancora vi erano tra le due nazioni che rappresentavano. Poi ebbe un incontro con il viceré piemontese, Annibale Maffei. I due discussero l'entrata in scena delle truppe imperiali.
L'intraprendenza dell'Inghilterra, che violava quanto stabilito in precedenza dall'Alleanza, indignò ancor prima della Spagna la Francia, la quale accusò gli inglesi di essersi lasciati sfuggire la situazione di mano e di aver ecceduto nella dimostrazione di forza, sacrificando la mediazione per i propri scopi personali: che erano quelli per l'appunto di soppiantare definitivamente gli spagnoli nel dominio dei mari:
(Comentarios de la guerra de España e historia de su Rey Phelipe el Animoso, 1725, p. 256.)

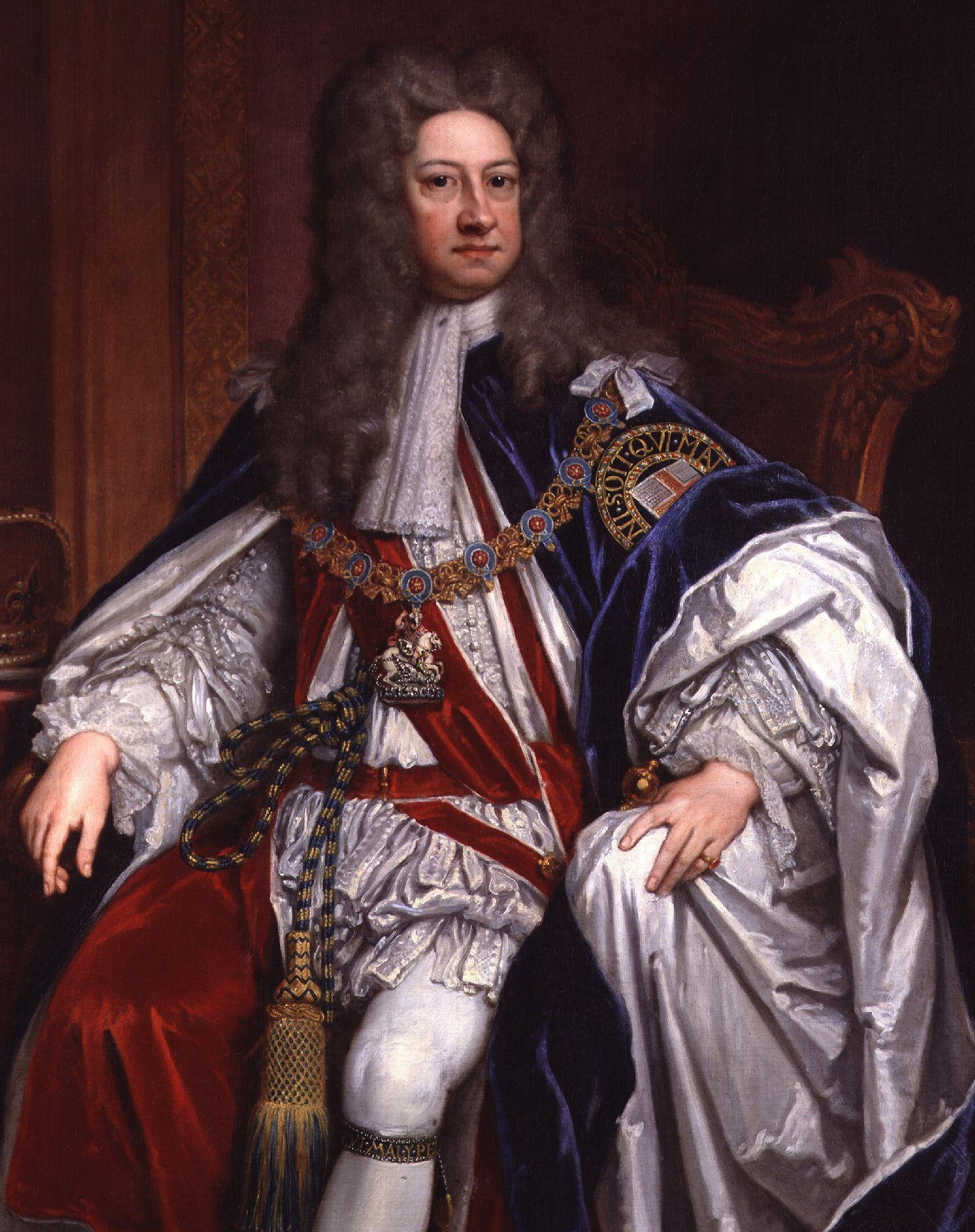
Giorgio I, re d'Inghilterra, approvò pienamente l'operato di Byng

Molto più indulgente fu invece la reazione dell'imperatore Carlo VI, che spedì a Byng una calorosa lettera di ringraziamento, mentre questi era ancora stanziato nella città di Siracusa; nella missiva gli si rendeva omaggio per il prezioso servizio offerto alla causa della Quadruplice Alleanza. Ma l'approvazione più importante per Byng fu quella che gli attestò Sua Maestà Britannica, Giorgio I d'Inghilterra., il quale si definì un suo caro amico.».
Byng sarebbe diventato per i prossimi mesi la figura principale con la quale bisognava interagire per venire a capo della complessa guerra siciliana, e Siracusa sarebbe rimasta strettamente legata alle sue direttive, tanto che da alcuni storici essa è stata definita da quel momento in avanti «terra inglese».
Furiosa fu la reazione a caldo della Spagna; non fu qualcosa che colpì solo la parte militare del paese, ma l'intera nazione: gli spagnoli arrestarono, confiscarono e maltrattarono tutti gli inglesi e le loro navi che si trovavano nei porti dei domini di Spagna, poiché il «fatto di Siracusa» (uno dei tanti nomi dati all'11 agosto 1718) era un «oltraggio senza precedenti», come ebbero a lamentarsi gli ambasciatori spagnoli presso la corte inglese.
Il re Cattolico, Filippo V di Borbone, espulse tutti i consoli inglesi dal suo impero e armò navi corsare contro i mercanti di Sua Maestà Britannica; la qual cosa venne imitata anche dai sovrani degli altri paesi belligeranti, cosicché il mar Mediterraneo divenne in quegli anni impossibile da navigare pacificamente, con grave danno, soprattutto economico, per tutti i paesi che vi si affacciavano.

### La Spagna contro tutti e l'assedio di terra
Tutti coloro che avevano sperato nella ritirata della Spagna, o nel suo abbattimento psicologico dopo la sconfitta di agosto, restarono delusi, poiché gli spagnoli non solamente si dettero da fare per costruire nuove navi da guerra, ma causarono un grave smacco alle forze della Quadruplice Alleanza (Byng aveva da poco fatto penetrare in Sicilia nuove forze germaniche) andando a conquistare, a viva forza, la Cittadella e li forte San Salvatore di Messina, che capitolarono entrambi il 29 settembre 1718.
A questo punto, nell'intera isola, agli spagnoli erano rimasti da conquistare solamente tre città: Milazzo, Trapani e Siracusa.
Nei patti della resa di Messina si stabilì che i piemontesi superstiti venissero trasferiti a Siracusa (venne anche il marchese d'Andorno, nel frattempo ammalatosi), mentre i soldati tedeschi tutti a Milazzo. Ora il marchese di Lede doveva scegliere dove concentrare il suo prossimo assedio, ed egli deliberò di far capitolare Milazzo (l'assedio cominciò il 7 ottobre); la città aretusea veniva dunque lasciata ultima o penultima preda.
La posizione della Spagna tuttavia si complicò: la Quadruplice Alleanza, rinvigorita dall'esito positivo della battaglia navale siracusana, decise di presentare formalmente al re iberico, e al contempo anche al re savoiardo (ancora indeciso se cedere o meno al volere degli alleati) una richiesta perentoria, nella quale si chiariva che Filippo V aveva a disposizione solo tre mesi per decidersi a far evacuare i suoi soldati dalla Sicilia, interrompendo quindi le operazioni di conquista; doveva inoltre accettare ciiò che le potenze unite avaveno per egli stabilito, oppure sarebbe stata ufficialmente guerra:
(Manuel de Mendiburu, Diccionario historico-biografico del Peru, vol. 3-4, 1878, pp. 194-195.)

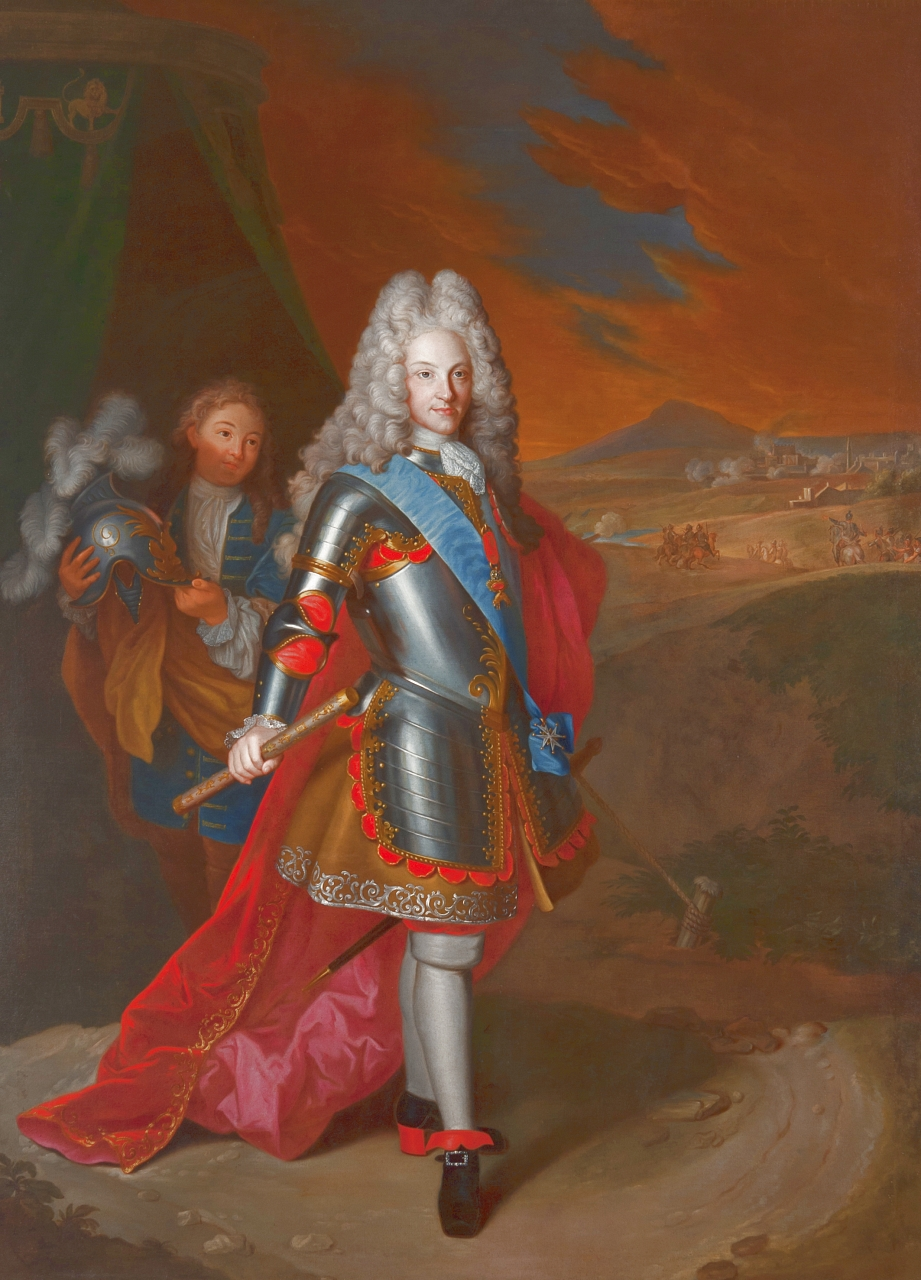
Filippo V, re di Spagna, negli anni della guerra alla Quadruplice Alleanza

La Spagna rispose a una minaccia con un'ulteriore minaccia, palesando così che non aveva intenzione di cedere. Arrivarono quindi le dichiarazioni di guerra. Altrettanto fece Vittorio Amedeo II di Savoia, il quale, ormai messo con le spalle al muro, non ebbe altra scelta se non quella di entrare a far parte della Quadruplice Alleanza e di secondarne i voleri: il 5 novembre 1718 a Vienna venne incoronato re di Sardegna (anche se il Regno era ancora da conquistare, il che sarebbe stato fatto con l'aiuto dei tedeschi).
Inoltre, gli spagnoli sostenevano che i siciliani «ardientemente deseaban» (desideravano ardentemente) che «quedarian los Españoles dueños de aquel Reyno» (rimanessero gli spagnoli padroni di quel Regno). Sentendosi nel giusto, la Spagna (che aveva rinunciato per compiere questa impresa alla riassegnazione di Gibilterra, offertale dagli inglesi come ultimo tentativo per farla desistere dall'invasione siciliana ed evitare il conflitto), si concentrò sulla guerra terrestre in Sicilia (tenendo presente che dal 1719 essa sarà minacciata anche in patria e nelle colonie oltre-oceano e a sua volta sarà impegnata ad attaccare i territori delle potenze nemiche), non potendo più però aiutare agilmente i propri soldati perché priva di flotta (gli inglesi le distrussero il cantiere navale, stroncandole sul nascere la nuova forza marittima, e le ci vorranno mesi per riprendersi da questo nuovo colpo).
Nell'ottobre del 1718 il blocco di Milazzo procedeva con abilità e tenacia, battendo gli imperiali (che aumentavano sempre più di numero dopo il cambio di Regno accettato dai Savoia) nello scontro di Milazzo (15 ottobre): gli spagnoli persero 1.000 uomini, ma i tedeschi ne persero 3.000. Ciononostante, l'assiduo traghettamento effettuato da Byng per far giungere in Sicilia sempre forze nuove germaniche, iniziò a sfiancare gli spagnoli (che rarissimamente potevano ricevere aiuti dalla madre patria), per cui al marchese di Lede giunse l'ordine da parte del cardinale Alberoni di concentrare le proprie uniche e preziose risorse rimaste per cercare di fare qualche azione destabilizzante per gli Alleati. Ciò si tradusse in un ulteriore avvicinamento del campo spagnolo alla città di Siracusa.
(Conte Lascaris, console di Amadeo Vittorio II in Spagna, Madrid 7 novembre 1718.)
Tuttavia, la presenza del marchese di Lede rendeva solamente l'assedio un qualcosa di ufficiale, poiché, nei fatti, Siracusa era già bloccata via terra dal mese di agosto 1718, e lo era non tanto per il numero di spagnoli ma per la sorveglianza armata effettuata dagli abitanti di tutta la regione fisica siracusana, iblea e marittima, schieratisi con gli spagnoli fin dal momento del loro sbarco.

### La cronologia delle operazioni d'assedio

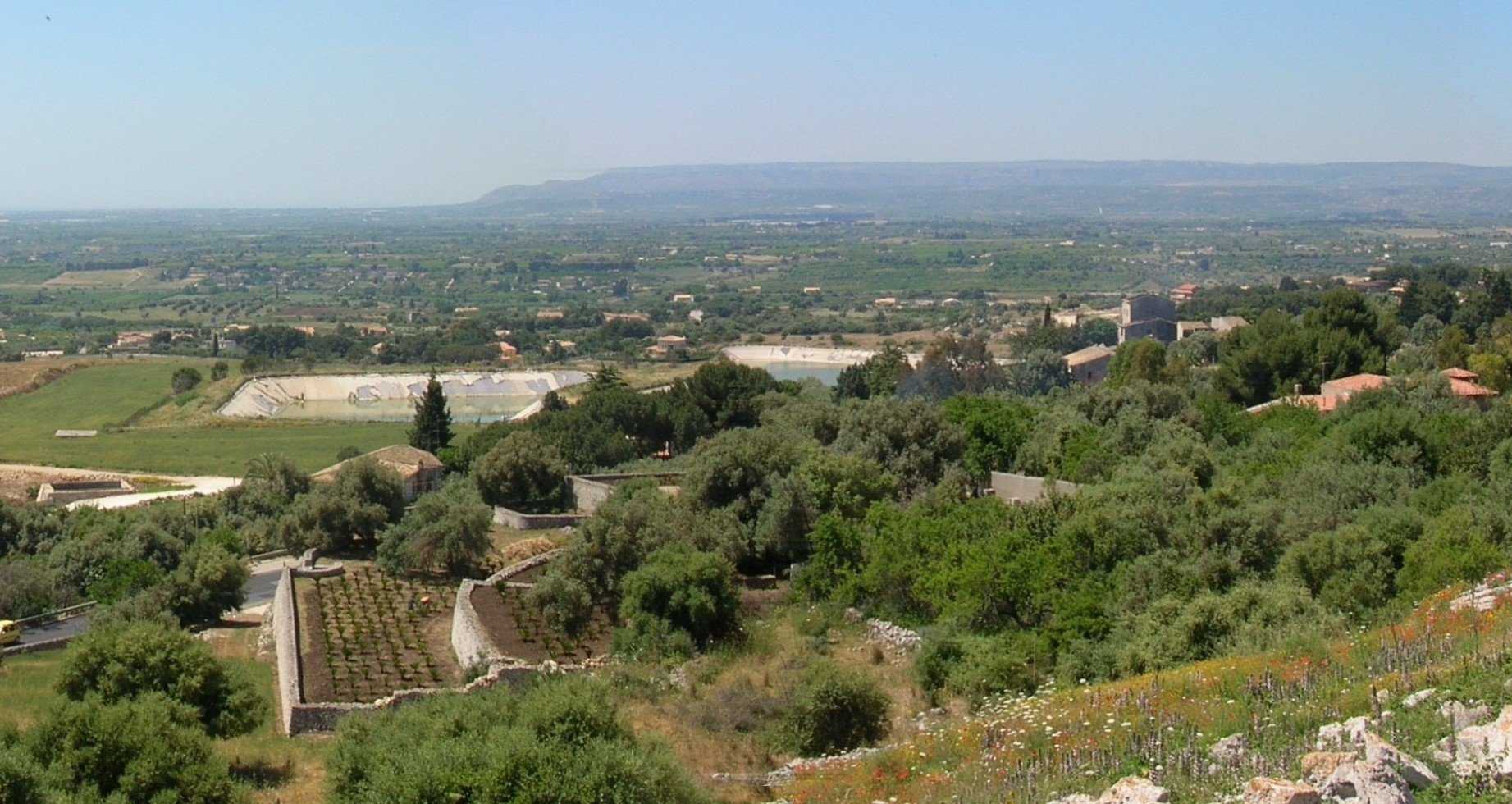
La vasta campagna siracusana vista dal Castello Eurialo (monte di Belvedere): si estende a sud-est la piana costiera di Siracusa-Cassibile-Avola, mentre a ovest si trova il graben di Floridia. Gli abitanti di tutta quest'area tennero assediata la città di Siracusa dal 1718 al 1719

La prima a ribellarsi nel siracusano fu Melilli. Altra importante piazza andata in mano spagnola fu Avola, i cui signori feudali avevano tutto l'interesse di volere il restauro della corona iberica: Avola apparteneva infatti a quegli Aragona-Cortés i cui antenati erano diventati illustri sotto la bandiera ispanica. Poi ancora Lentini e Augusta, la quale però non ebbe scelta, poiché priva vi protezione (il viceré vi aveva fatto togliere tutte le armi al suo interno) fu facile preda per l'esercito di Spagna. Il borgo di Belvedere (preso perché situato fuori le mura di Ortigia) e quello di Floridia, molto importante poiché giudicato in ottima posizione, divenendo quindi sede del campo militare spagnolo.
La situazione era così soffocante attorno alla città aretusea che il viceré Maffei, scrivendo al suo re, pochi giorni dopo la sua venuta, affermò che la sua autorità (quella di viceré del regno siciliano-savoiardo) poche miglia dopo Ortigia non era più riconosciuta, dando a intendere a Vittorio Amedeo II che la piazza d'armi era del tutto sotto assedio. Rammaricato asserì:
(Viceré Maffei al re sabaudo, Siracusa, il 17 e 26 luglio 1718.)
Gli inglesi sulla spiaggia di Avola arrestarono le ciurme spagnole che riuscirono a trovare e le condussero a Siracusa; non riuscirono ad esempio a trovare l'ammiraglio genovese de Mari (il quale sarebbe giunto infine segretamente al porto aretuseo e da qui scappato). Tra gli arrestati vi erano i piemontesi - a loro volta fatti prigionieri dagli spagnoli a Palermo il 15 luglio, dopo la resa del castello - e particolarmente vi era il loro comandante Carlo Marelli, resosi noto durante la battaglia dell'11 agosto per aver salvato uno dei galeoni spagnoli, il Santa Barbara, che l'ammiraglio de Mari aveva dato ordine di bruciare (preferendo sacrificarlo pur di non farlo prendere dal nemico), impedendo con l'uso delle armi che genovesi e spagnoli vi appiccasero le fiamme.
Marelli chiamò gli inglesi e questi lo condussero, da uomo libero (una volta saputane l'identità) a Siracusa. Qui però il destino gli fu avverso, poiché il re Vittorio Amedeo II non tollerava il fatto che i suoi uomini a Palermo avessero quasi subito dichiarato la resa, mentre altrove ancora si resisteva. Inutili le giustificazioni del Marelli stesso e dei suoi difensori; costui venne nuovamente arrestato in città e condannato a essere passato per le armi (la sua esecuzione avvenne il 31 gennaio 1719).

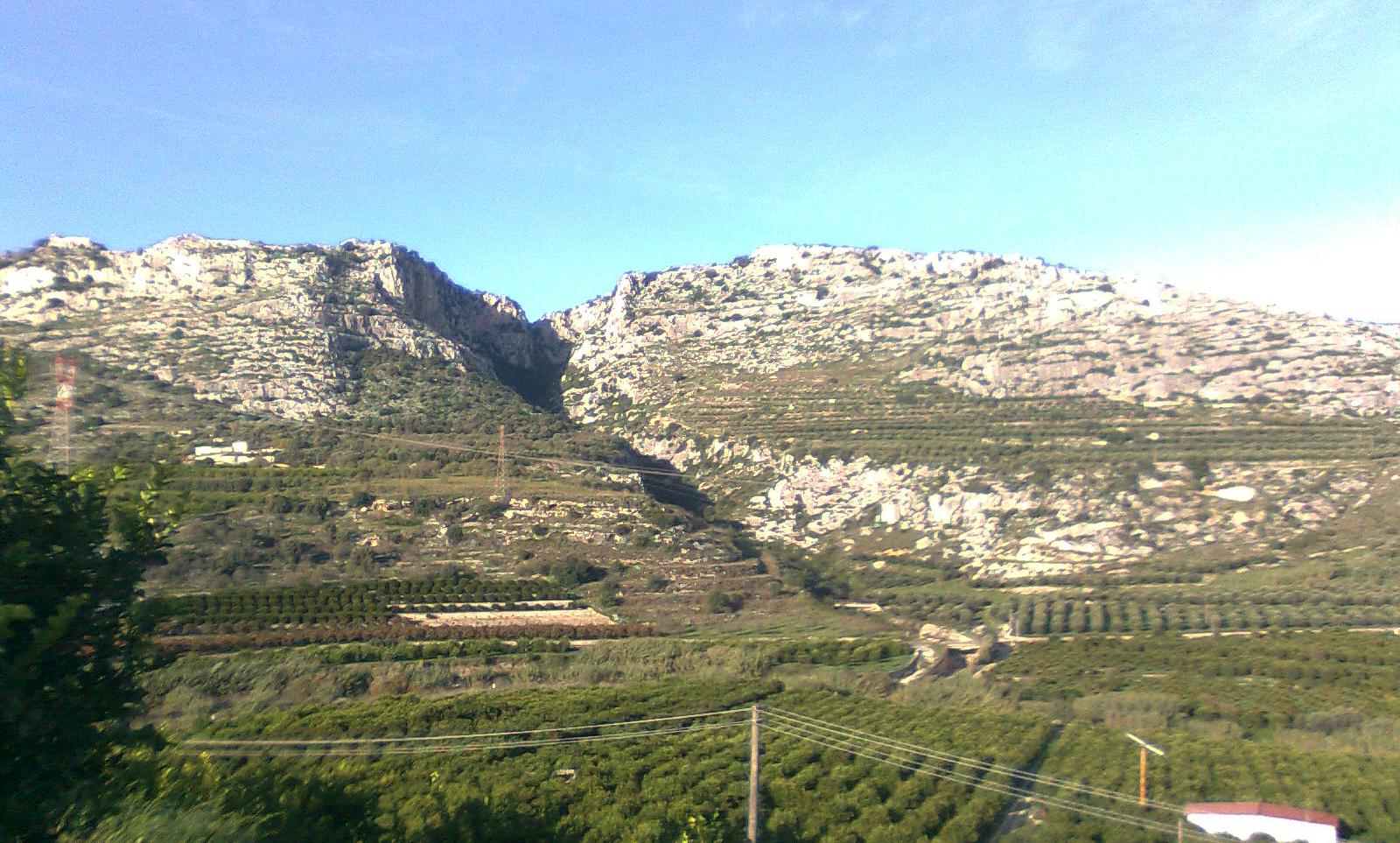
I monti Climiti, caratterizzanti il percorso che dalla balza dell'Epipoli (Siracusa) giunge alle porte di Floridia e Solarino. Vennero attraversati dagli spagnoli per arrivare alle spalle dell'abitato aretuseo (gli spagnoli si fermarono ad Acradina)

Nel mese di agosto (secondo alcune fonti esattamente giorno 3) il marchese di Lede decise di affiancare altri soldati spagnoli alla milizia dei paesi ribelli del siracusano: il marchese della Florida (l'americana Florida, da non confondere con la siciliana Floridia, antica Xiridia) ordinò al conte di Viruega, il toledano colonnello Joseph Vallejo, di mettersi a capo dei distaccamenti destinati a bloccare Siracusa (ovvero i dragoni della Numanzia); lo affianca il marchese di Villa Alegre. Costoro avevano inoltre il compito di bloccare la città aretusea dal mare. Augusta divenne una delle basi principali degli spagnoli nel siracusano. Nello stesso periodo al conte Maffei giunse voce che presso Avola erano arrivati 700 cavalieri e «un certo numero di fanti» Sempre da Avola, il 15 agosto, giunse un attacco ravvicinato alle porte di Ortigia: cavalieri spagnoli si fecero avanti, arrivando a scambiare colpi di fucile con le guardie della città. Vennero contrastati e si ritirarono, ma ciò servì a dare al Maffei un'idea chiarissima della gravità della situazione.
Gli spagnoli decisero quindi di accamparsi presso Floridia, ma poiché il grosso delle truppe era ancora impegnato nell'assedio della Cittadella messinese (che cadrà il 29 settembre), l'assedio di Siracusa si limitava a non permettere l'uscita dei siracusani nelle campagne, senza però incidere sulla vita interna dell'isolotto (Ortigia, per l'appunto). Maffei lamentò inoltre il malumore degli aretusei: egli li sentiva distanti, così come definì il loro vescovo persona di «mal cuore», poiché si mostrava propenso a un ritorno ispanico.
Vittorio Amedeo II di Savoia al conte della Mirandola raccomandò in caso di attacco di non risparmiare nulla alla città e alla cittadinanza; qualsiasi cosa potesse aiutare nella preservazione di questa importante piazza. Inoltre servivano soldi ai piemontesi assediati e il cibo iniziava a scarseggiare, quindi il re suggerì ai suoi ufficiali di bruciare i paesi vicini alla città e di ricavare dal saccheggio ciò che li occorreva. In ogni caso raccomandava al Maffei di non lasciare mai, per nessuna ragione, la città sguarnita della sua presenza.
Furono poi gli stessi ufficiali a far presente a Sua Maestà quanto infruttuosa e dannosa fosse l'idea di atterrire con il fuoco l'hinterland siracusano, poiché essendo la campagna piena di milizia nemica, intraprendere una missione di riconquista con le poche forze a disposizione era impensabile e attaccare briga con i ribelli avrebbe solamente portato a perdite inutili, sia da una parte che dall'altra, e con ogni probabilità gli abitanti dei paesi, avvisati del loro arrivo, scapperebbero tempestivamente, facendo trovare ai piemontesi le case spoglie, senza lasciarvi alcuna cosa di valore.
Nel frattempo, sempre nell'estate 1718, Byng diede ordine alla sua ciurma di entrare dentro Augusta, perché in quel porto gli spagnoli tenevano ormeggiate delle navi (e Byng si era fermamente prefissato di distruggere qualsiasi traccia della marina spagnola nelle acque siciliane). Il 5 ottobre gli spagnoli fecero giungere dalla contea di Modica (altro territorio, dal forte carattere indipendentista rispetto al resto del Regno, che aveva già acclamato gli spagnoli) 500 cavalieri per rinforzare le difese di Augusta.

## L'occupazione austriaca (1720-1734)

### L'arrivo in città delle truppe d'Austria nel 1718
L'ammiraglio Byng ebbe un Consiglio di guerra con il viceré del Regno di Napoli, l'austriaco Wirich Philipp von Daun, poiché stavano per giungere dall'Ungheria ingenti forze dell'imperatore, comandate da Eugenio di Savoia, e si doveva decidere in che luogo della Sicilia farle sbarcare o destinarle (si trattava di 6.000 cavalieri e 10.000 fanti).
Con Byng e Daun vi erano il generale delle truppe tedesche Giovanni Caraffa e il feldmaresciallo generale germanico Johann Adam von Wetzel (meglio noto come barone di Wetzel). Riuniti in conferenza da ore, i due generali ebbero un'accesa discussione e a Byng venne affidato l'onere dell'ultima parola; l'oggetto del contendere: Siracusa. Come e quando far giungere i tedeschi di Sua Maestà Cesarea Cattolica.

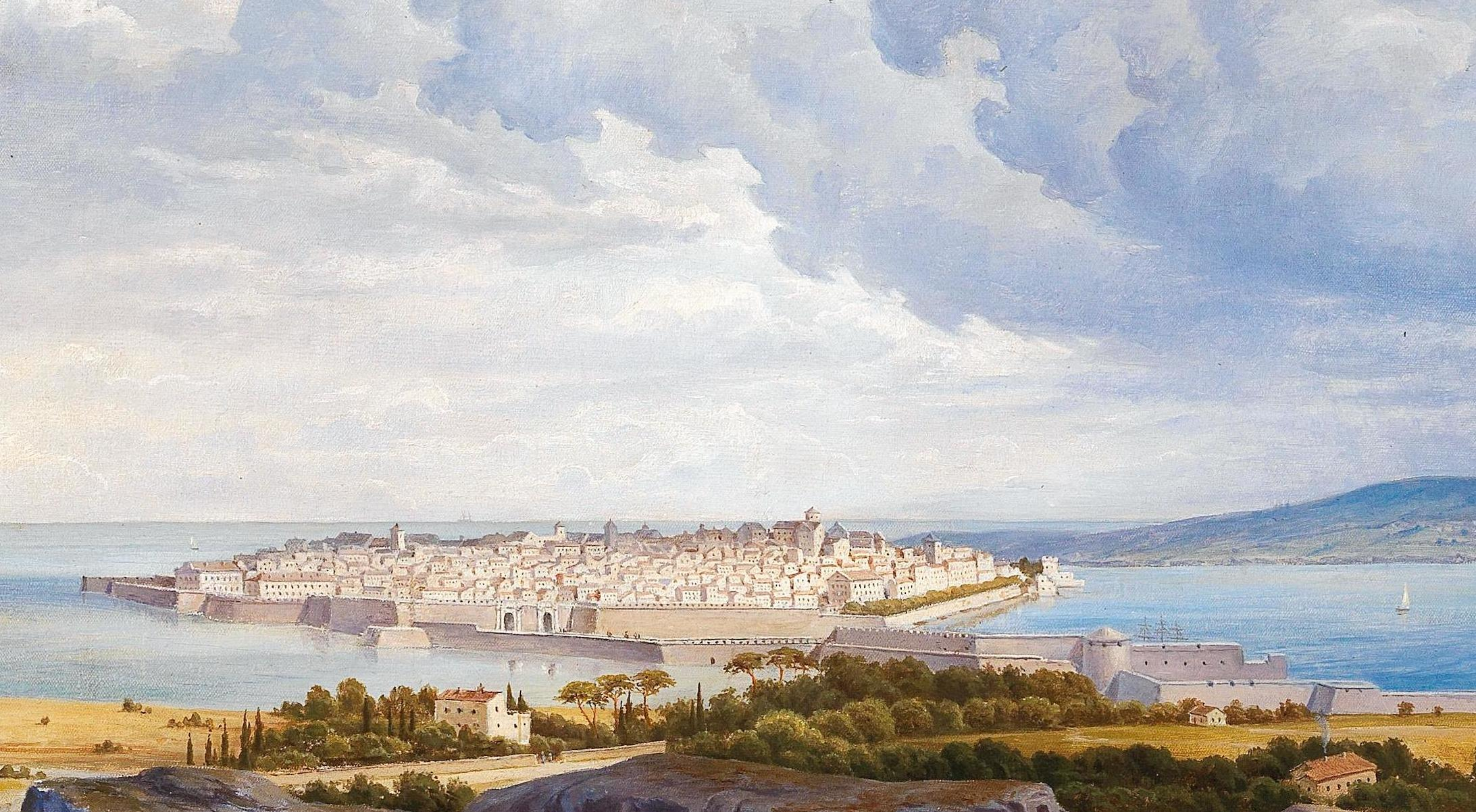
L'isola di Ortigia in un dipinto del pittore austriaco Josef Langl (XIX sec.)

Il barone di Wetzel voleva che le truppe germaniche andassero a prendere direttamente possesso di Siracusa. Il problema era però superare speditamente il territorio in armi che li separava da essa, da Messina fino alle mura di Ortigia. Non volle sentire ragioni il generale Caraffa, che sosteneva energicamente la propria tesi: non era ancora il momento per i tedeschi di entrare a Siracusa, perché prima bisognava portare i soccorsi all'assediata Milazzo.
Insistette Wetzel, asserendo che se le truppe ungheresi avessero marciato per Siracusa, il nemico si sarebbe distratto e avrebbe allentato la morsa su Milazzo, dirigendosi anch'esso verso la città aretusea. In sostanza, il suo piano era trasferire l'intero conflitto sotto le mura siracusane e sperare nella resistenza della rinomata fortezza. Perdurando l'indecisione, fu Byng a mettere fine al Consiglio bellico: niente concessione del porto aretuseo per i tedeschi, poiché, affermò, non potersi trasportare delle truppe di terra per così tanto tempo in mare, specie nei mesi d'inverno (erano i primi di febbraio 1719), senza comprometterle eccessivamente. Quindi gli inglesi le avrebbero traghettate fino in Manfredonia, nell'Adriatico, e poi da lì sarebbero andate a piedi e avrebbero infine traghettato ulteriormente per Milazzo.
Byng aggiunse che i siciliani avevano un'evidente inclinazione verso gli spagnoli, che non si fidavano dei tedeschi e che quest'ultimi avrebbero fatto un grosso errore a sottovalutare i soldati di Spagna poiché, aveva già sostenuto mesi addietro, mai vi fu armata più agguerrita e ben organizzata di quella del marchese di Lede.
Il conte Claudio Florimondo di Mercy, nuovo comandante al posto del savoiardo Eugenio, concordò con il fatto che a Milazzo vi fosse più urgenza rispetto a Siracusa. La presunta avversione dei siciliani per i tedeschi non era un discorso che riguardava solo i generali; per primi i re, autori dello scambio forzoso imposto ai Savoia, avevano avuto il dubbio che forse non era giusto imporre alla Sicilia di appartenere a un impero culturalmente così distante da essa. La Francia, nella persona del reggente duca d'Orléans, non smetteva di rammaricarsi per questa decisione (va ricordato che la Francia si oppose ripetutamente al passaggio della Sicilia all'Impero cesareo già nei primissimi anni del '700). Anche in Inghilterra non si era soddisfatti di questa situazione, ma si preferiva fare la guerra all'egemonica Spagna, piuttosto che permettere il ritorno dello scacchiere mediterraneo antecedente a Utrecht.
Vittorio Amedeo II di Savoia si era da tempo unito al coro di coloro che temevano una Sicilia unita all'Impero tedesco: aveva spronato già nei primi mesi del 1718 i siciliani a ribellarsi contro i patti presi a tavolino, che li avrebbero condotti fra le braccia di un regime ferreo e militaresco come quello germanico. Quando i siciliani seppero dello scambio avvenuto tra Vittorio Amedeo e Carlo VI imbracciarono le armi con più vigore di prima, in appoggio della Spagna.
Siracusa si limitò invece a mostrarsi contrariata, ma nulla di più. Del resto era circondata dai militari e dai capi delle potenze in gioco e tutto quel che poteva fare la sua popolazione era aspettare pazientemente l'esito degli eventi. A dare notizia ai siracusani dell'avvenuto scambio tra i due Regni furono gli inglesi, all'inizio di gennaio. In quel periodo, infatti, era sopraggiunta nel porto una squadra navale di Sua Maestà Britannica comandata dal commodoro Mathews. Nel mentre la città, da parte di terra, continuava a rimanere bloccata dagli spagnoli.
In quell'inverno Maffei aveva fatto provviste e aveva preparato al meglio la città di Siracusa per resistere a oltranza, ma quando gli giunse la notizia della cessione dell'isola all'Imperatore, fu chiaro che ogni sforzo era ormai vano: i piemontesi dovevano aprire le porte alle truppe d'Austria.
In quel periodo giunse in città Filippo-Guglielmo Pallavicini, barone di Saint Remy, costui, destinato a divenire nuovo governatore militare di Siracusa (e primo viceré di Sardegna per Vittorio Amedeo II), giungeva per prendere il comando di tutte le truppe piemontesi, essendo morto li marchese d'Andorno. Si vociferava che il grande assedio stesse per giungere alle porte ortigiane, ma in realtà la situazione per il marchese di Lede era diventata complicatissima da quando l'Imperatore - avuta la certezza che la corona di Sicilia fosse stata a lui designata - aveva moltiplicato gli sforzi contro la Spagna. L'armata terrestre di Lede (al principio erano circa 30.000 uomini) era divenuta nomade; circondata da sempre più ingenti forze germaniche, essa si muoveva nella Sicilia orientale.
Il conte Maffei non poteva più far nulla per il suo sovrano qui a Siracusa; negli ultimi mesi del 1718 egli aveva in realtà provato a smuovere un po' le acque di questa città, a darle un'amministrazione degna di una capitale (sarà l'ultima volta tra l'altro che questo accadrà per Siracusa), ma si era scontrato contro un muro invalicabile, issato dalle città alle quali i Savoia chiedevano supporto per migliorare la situazione aretusea. Per cui le preghiere del Maffei e dei vari ufficiali piemontesi, per far trasferire dentro Ortigia le istituzioni e il denaro di cui questa piazza necessitava in simili momenti cruciali, caddero nel vuoto in una maniera al dir poco desolante.
Infine giunse a Maffei da parte degli inglesi l'ordine di evacuare la città: i piemontesi cedevano il posto agli austriaci. Il governatore militare di Siracusa, il barone Remy (nelle fonti siciliane noto anche come Sanremi; da San Remy), ebbe ordine da Annibale Maffei di far entrare le truppe del generale di Mercy. Il conte della Mirandola, con la sua famiglia, lasciò la città nel maggio 1719, salpando su di una nave inglese. Eugenio di Savoia scelse il nuovo governatore militare della piazza d'armi Siracusa: egli elesse, a nome dell'imperatore, il colonnello svizzero, conte dell'Impero germanico, Fridéric de Diesbach-Steinbrugg (uomo fidato sia di Carlo che di Eugenio).
La Sicilia e Siracusa tornavano così sotto la corona degli Asburgo, solo che stavolta la Spagna ne era esclusa. La resistenza dei piemontesi nella città aretusea non fu inutile, tutt'altro: senza il tempestivo arrivo di Maffei, probabilmente Siracusa si sarebbe data molto presto agli spagnoli (che in ogni caso avevano promesso di trattare dolcemente i siciliani, ed era comunque un ritorno a un qualcosa di già sperimentato e quindi relativamente sicuro per i siracusani). Maffei, invece, permise agli inglesi e alla Quadruplice Alleanza di attuare in maniera molto differente, non dovendo conquistare questa città ma potendo piuttosto usufruire della stessa come preziosa piazza alleata.
La guerra del marchese di Lede però continuava in Sicilia: Siracusa, che aveva accolto le truppe germaniche, era ancora bloccata per terra dalle forze ispaniche. Il 15 febbraio 1720 il marchese di Lede e il conte di Mercy tentarono di stabilire un armistizio di tre mesi, e il blocco della città aretusea era tra le clausole di tale patto: chiedeva l'Impero di dissorverlo, ma gli spagnoli ancora non cedevano, quindi l'armistizio non si fece.
La pace ufficiale giunse, infine, per sfinimento spagnolo (poiché la nazione iberica si rese conto di non poter vincere i tanti fronti aperti sui vari continenti dalle potenze coalizzate) quello stesso febbraio: il 20, all'Aia, la Spagna siglava il trattato con il quale dichiarava, sconfitta, la resa e il riconoscimento delle decisioni prese dalla Quadruplice Alleanza. Il marchese di Lede, però, deciderà di evacuare l'isola dalle sue truppe solamente nel maggio 1720.

### Il periodo austriaco (1720-1734)
(Serafino Privitera, Storia di Siracusa antica e moderna, vol. 3, 1879. p. 251.)
Il primo decennio della Siracusa austriaca fu caratterizzato principalmente dall'opera di ricostruzione della città (a causa delle guerra appena trascorsa tutti gli sforzi fatti in precedenza erano stati concentrati sulle fortificazioni); ci si dedicava finalmente a restaurare e rimodellare con calma palazzi e luoghi di culto. Oltre ciò, però, i cittadini lamentavano un eccessivo zelo da parte dei soldati tedeschi; definiti alle volte insolenti. Lo stato militare della città era sentito talmente forte che i siracusani dissero di sentirsi esattamente come ai «tempi della tirannide d'Isturiz».
La tirannide d'Isturiz altro non era che l'ultimo periodo spagnolo siracusano vissuto prima dello scoppio della guerra di successione. Prende tale nome dal governatore militare spagnolo della città (la massima carica pubblica per Siracusa, in quanto dichiarata piazza d'armi): don Diego Solarega Garda de Isturiz, che trattò i siracusani con una durezza e rigidità tali da meritarsi, secondo la popolazione, l'epiteto di tiranno.

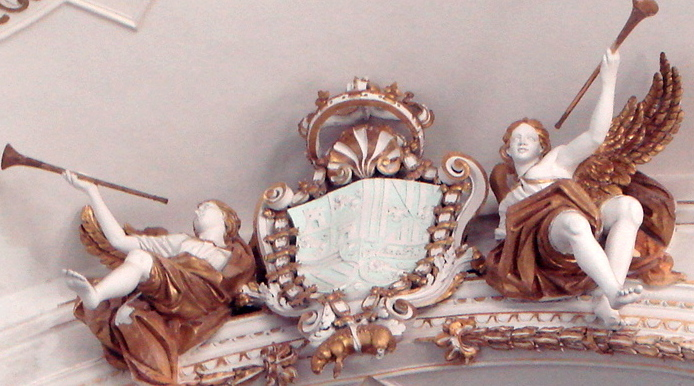
Il collare dell'Ordine del Toson d'oro, con annesso stemma degli Asburgo, scolpito nell'arcata principale della chiesa ortigiana dedicata alla Santa Maria della Concezione (in tale edificio, dal 1740 in avanti, ogni anno il Senato aretuseo giurava fedeltà alla Beata Vergine a costo della vita). Il collare del Toson d'Oro, dopo l'ultima separazione tra Spagna e Austria, divenne conteso dai due paesi

Ma la relativa pace non durò a lungo: la Francia, dopo numerosissime battaglie, era finalmente riuscita ad acquietare la Spagna, divenendo quasi un tutt'uno con essa grazie alla dinastia francese dei Borbone, instauratasi su quel trono per volontà iniziale di Luigi XIV. Ora però a preoccuparla grandemente era l'Austria degli Asburgo; divenuti costoro davvero potenti alla conclusione dell'ultima guerra.
L'impero tedesco spaventava anche gli inglesi: difatti Carlo VI insidiava l'egemonia marittima britannica solcando i mari con la propria neo-Compagnia commerciale germanica, fondata nel 1722, chiamata Compagnia di Ostenda (i cui traffici erano diretti verso le Indie Orientali, lo Yemen, la Cina). Era già scoppiata una guerra nel 1727 (che non aveva coinvolto la Sicilia) tra inglesi, spagnoli e austriaci, definita guerra anglo-spagnola, essa vide la Gran Bretagna contrastare l'avvicinamento che vi era stato tra i Borbone di Spagna e gli Asburgo d'Austria. L'alleanza austro-ispanica portò alla coalizzazione dei maggiori stati d'Europa contro di essa (Francia, Olanda, Prussia, Svevia, Danimarca, oltre ai già citati inglesi).
Tuttavia, a Carlo VI premeva, sopra ogni cosa, che l'Europa gli riconoscesse la Prammatica Sanzione: non avendo Carlo VI eredi maschi, desiderava che l'Impero, indivisibile, passasse in eredità a sua figlia Maria Teresa d'Austria. In cambio del riconoscimento della sua Prammatica Sanzione, Carlo annullò l'alleanza con la Spagna, la quale a sua volta, risentita, ritirò la propria protezione nei confronti della Compagnia di Ostenda, permettendone così lo scioglimento definitivo, che avverrà per volere inglese nel 1731.
L'Austria si avvicinò quindi alla Russia e, insieme alla Prussia, andò a formare nel 1733 il trattato delle Tre aquile nere (Bund der drei schwarzen Adler; nome che deriva dall'adozione delle tre nazioni dell'aquila nera sulla loro bandiera; la Russia aveva inoltre la stessa aquila bicefala degli Asburgo). La nuova alleanza austro-russo-prussiana si schierò nella guerra di successione polacca (esplosa quello stesso anno) a favore del candidato Augusto III di Polonia. Tutto ciò indignò profondamente la Francia (che invece sosteneva il suocero di Luigi XV, Stanislao Leszczyński) e non essendo riuscita a contrastare le truppe di Anna Ivanovna Romanova (Imperatrice di Tutte le Russie), che fece entrare nella sua orbita la Polonia, ponendo sul trono Augusto III, se la prese con i possedimenti di Carlo VI, avvalorando una nuova guerra in Sicilia, per sottrarla all'Impero germanico.
Luigi XV di Francia strinse con la Spagna borbonica un patto di famiglia con il quale le due nazioni giuravano di proteggersi a vicenda (El Escorial, 7 novembre 1733). Con questo patto si promettevano al figlio maggiore del re di Spagna nato dalla sua seconda moglie, attuale duca di Parma e Piacenza, Carlo Sebastiano di Borbone, i domini sud-europei del Sacro Romano Impero, ovvero entrambi i Regni di Napoli e Sicilia. Ovviamente, punto non trattabile del patto era che l'infante rinunciasse al trono ispanico: le corone di Spagna e Sicilia non dovevano più unirsi (prerogativa che sarà poi ribadita dall'Inghilterra).

## Il compromesso tra Spagna, Francia e Inghilterra (1734-1735)

### L'assedio spagnolo alla Siracusa austriaca
Carlo VI d'Asburgo fece di Siracusa la sua ultima principale roccaforte contro i piani franco-spagnoli e l'acquiescenza degli inglesi (divenuti palesemente ostili sia ai francesi che agli austriaci). Giungevano qui soldati tedeschi dalle città italiane e anche dalle altre città siciliane. Le truppe spagnole, fin dall'estate del '34, erano approdate nel lato occidentale dell'isola e, conquistata l'area senza difficoltà (eccettuata Trapani che resisteva), avevano nominato il duca di Montemar, José Carrillo de Albornoz nuovo viceré siciliano (già il 27 agosto venne fatto un distaccamento iberico per bloccare la città aretusea).
Nel giugno di quell'anno il viceré austriaco, Cristoforo Fernandez de Cordoba, conte di Sástago, si trasferì da Palermo a Siracusa; giorno 25 agosto il marchese Egidio Orsini di Roma (comandante supremo delle armi imperiali in Sicilia) venne nominato dalla monarchia asburgica generale per la difesa di questa città, nella quale giunse, abbandonando Palermo, alla fine di quello stesso mese insieme al giudice e al conservatore della monarchia. (Siracusa era divenuta dunque, per la seconda volta negli anni delle lotte dinastiche europee, la capitale militare dell'isola, ospitando al suo interno le più alte cariche politiche della corona assediata).
Il marchese di Grazia Reale Pedro de Castro y Figueroa comandava le truppe spagnole. Le forze originate da Sua Maestà Cattolica erano meno numerose rispetto al conflitto bellico del 1718, ma stavolta il controllo dei mari siciliani non era ostacolato dagli inglesi (il che giocò tutto a sfavore degli austriaci). Montemar a settembre del '34 spedì a Siracusa il brigadiere Melchiorre de Solis, costui allestì il campo dei soldati e delle operazioni a Floridia (così come era già accaduto nel 1718-19), per poi da qui muoversi agilmente sopra la piazza d'armi.
Il 9 marzo 1735 Carlo di Borbone, all'epoca meno che ventenne, partì alla volta della Sicilia, con l'intenzione di completarne la conquista. Il futuro re approdò a Messina, per assistere alla presa della Real Cittadella (essa si era arresa il 23 febbraio 1735). Da questo momento in avanti cominciava l'assedio pesante per Siracusa, concentrandosi su di essa le mire della corona ispanica.

### Il bombardamento
Gli assedianti sapevano che Siracusa era una città parecchio difficile da conquistare, poiché per riuscire ad abbatterne le difese la si doveva assediare strettamente anche dal lato del mare. Si proibì quindi, severamente, ai siciliani di avere qualsiasi tipo di commercio con i siracusani, e se si vedevano imbarcazioni nelle varie marine siciliane, che si sapeva giungere da questa città, si doveva impedire che toccassero terra. Ciò per evitare che il blocco terrestre venisse reso nullo dagli approvvigionamenti che i siracusani e i tedeschi si procuravano tramite la via marittima.

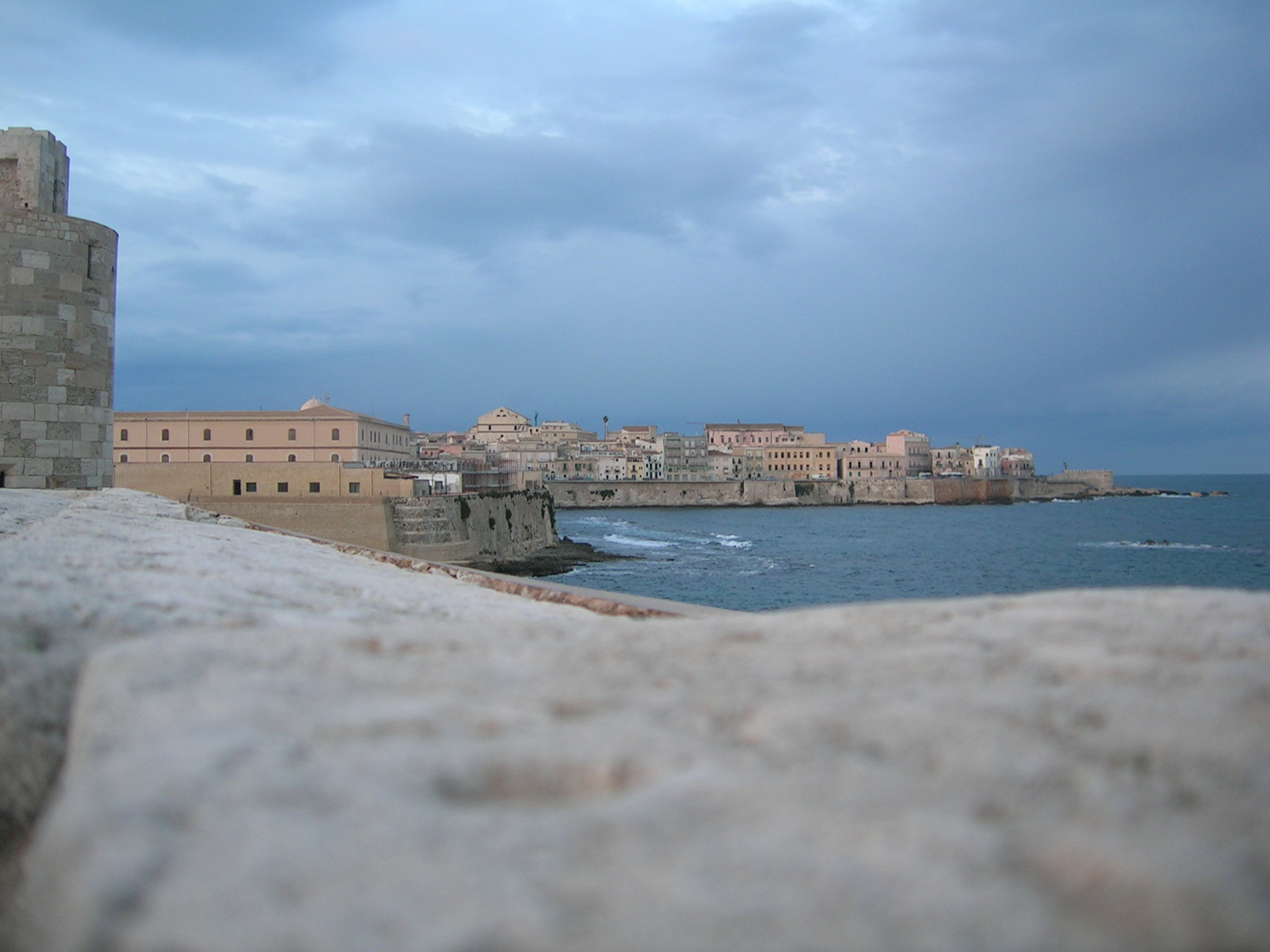
Ortigia vista dalla fortezza di Maniace

I sovrani di Spagna, tenuti costantemente aggiornati di ciò che qui accadeva grazie alla corrispondenza epistolare del giovane figlio, erano seriamente preoccupati da due fattori esterni, capaci a dir loro di compromettere l'assedio: il primo era dato dall'Ordine di Malta, il cui Gran Maestro era in quegli anni António Manoel de Vilhena; scriveva a tal proposito il conte di Prades, Antonio Ventimiglia, militare siciliano e informatore per la corte ispanica, al diplomatico di Sua Maestà Cattolica, José Joaquín de Montealegre:
(Il conte di Prades al marchese di Montealegre, il 2 dicembre 1734.)
Il secondo motivo di ansia consisteva nell'incognita rappresentata dalle potenze straniere; si ignoravano come potessero reagire a una situazione politica che comunque seguivano con molta attenzione. In particolare i sovrani esortavano il figlio a conquistare in fretta Siracusa, perché l'Inghilterra, alleatasi con l'Olanda, era fermamente intenzionata a far bloccare questa guerra, chiedendo insistentemente un armistizio.
Il marchese di Grazia Reale, giunto ai primi di aprile, intimò alla città di arrendersi, ma la risposta del marchese Orsini (anche noto come marchese Roma) fu che egli avrebbe difeso Siracusa «fino all'ultima goccia di sangue». Stando così le cose, gli spagnoli non ebbero altra scelta se non quella di farvi breccia nelle mura.

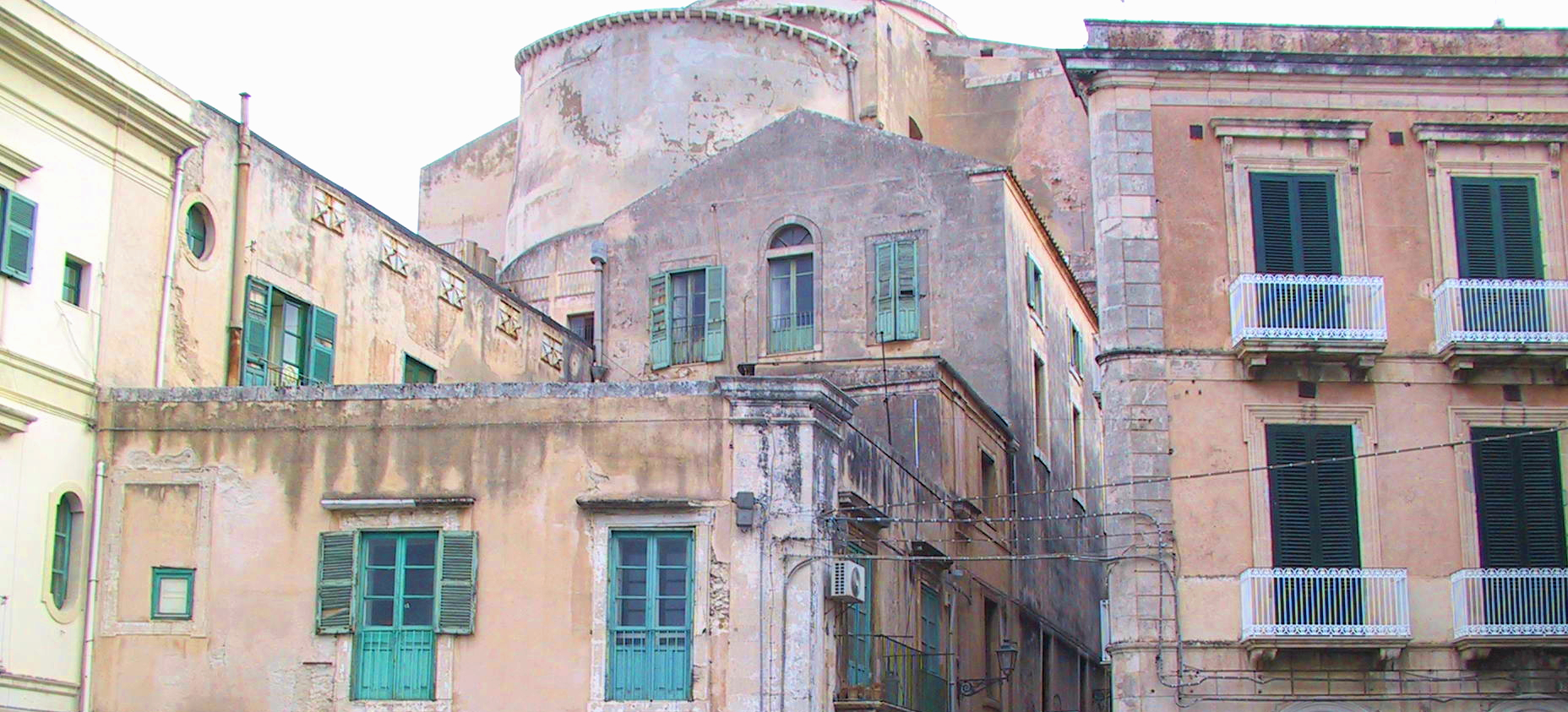
Tra le case di Ortigia

Si incominciarono a scavare le trincee, ma già molto tempo prima (all'inizio dell'anno, in inverno) venne stabilito dai difensori di Siracusa di far evacuare la popolazione; almeno la maggior parte di essa (donne, bambini, anziani), ritenendo che fosse solo d'intralcio per il cruento attacco al presidio che stava per iniziare. Vennero tenuti all'interno delle mura solamente 3.000 cittadini, che dovevano aiutare i tedeschi (un migliaio circa) a mantenere in piedi la complessa piazza d'armi. 
Poiché a Siracusa non era mai esistita una linea di confine invalicabile tra la vita militare e la vita civile, le due si mescolavano e le case dei cittadini si confondevano con quelle dei soldati.
Evacuare questa piazza d'armi voleva quindi dire spostare migliaia di civili in aperta campagna, poiché fuori le mura ortigiane non era mai stato costruito niente. I siracusani avevano quindi timore di abbandonare l'interno delle mura e non volevano andarsene, ma vennero ugualmente costretti a radunarsi tutti alla Porta della Marina (l'ingresso del mare, perché quello di terra, dato dalla Porta Ligny, era assediato) e vennero imbarcati su delle navi e lasciati al loro destino presso la spiaggia della penisola della Maddalena e nelle rive più prossime della baia.

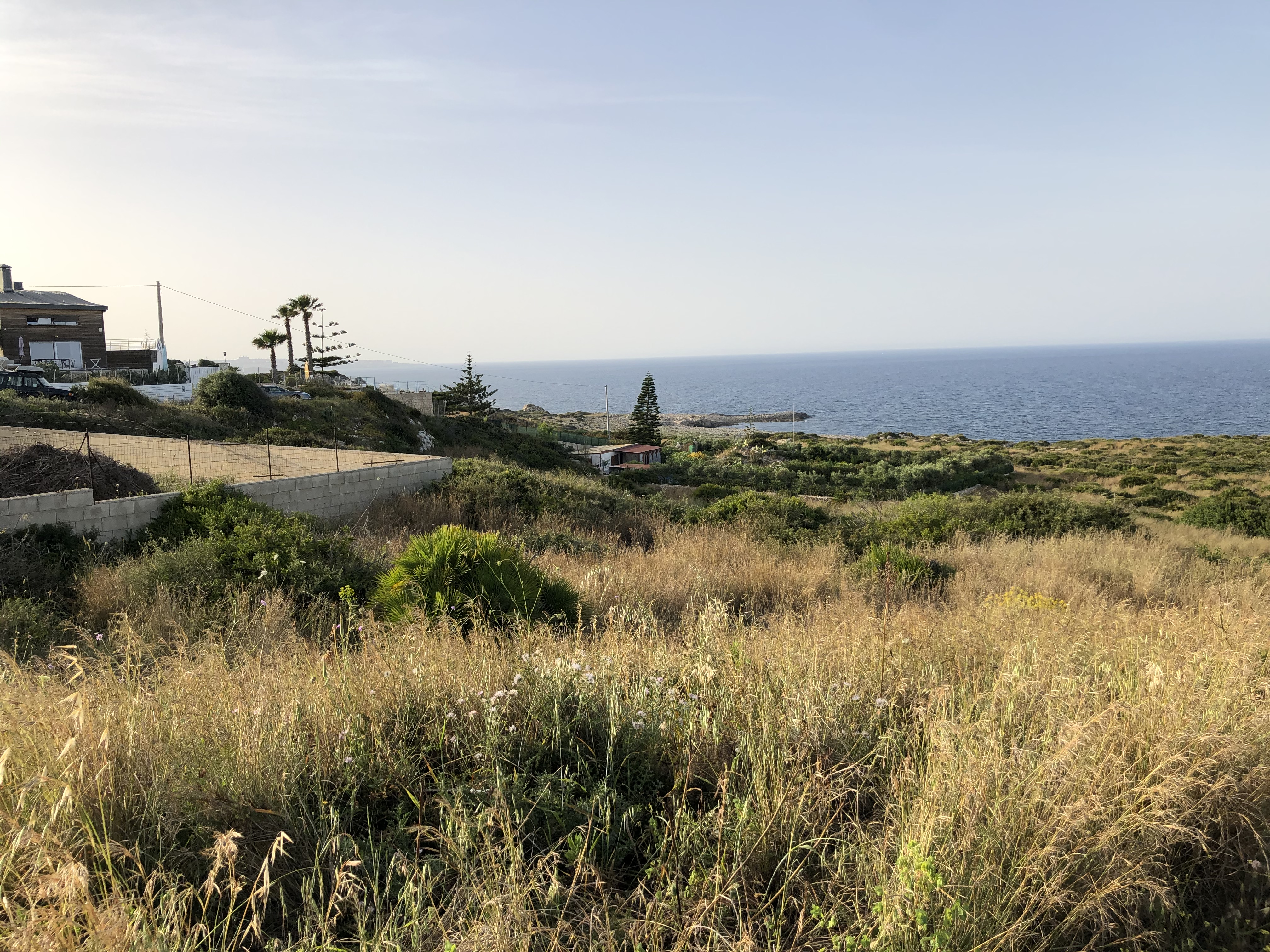
La brulla campagna che compone quasi interamente la penisola della Maddalena (priva di ripari naturali), nella quale vennero abbandonati gli abitanti della fortezza

Cominciò il fuoco da entrambe le parti. Per 24 giorni si riversò all'interno delle mura l'artiglieria dell'Ejército de Tierra; caddero al suo interno circa 2.000 bombe. Nel mentre che si distruggevano palazzi, strade e strutture varie, arrivò dall'imperatore tedesco una sorta di incentivo per i siracusani: prometteva loro, in caso di vittoria, di ristabilire in questa città la capitale di Sicilia, per premiarli della fedeltà dimostrata all'impero. Se Carlo VI d'Asburgo avesse mantenuto la parola sarebbe stato un cambio sicuramente epocale, dato che Siracusa aveva perso il titolo e le facoltà di capitale fin dal dominio arabo.
Intanto, fuori dalle mura, nelle campagne marittime, vagavano i siracusani costretti all'esilio (una cronaca locale, redatta da un padre gesuita testimone di quell'assedio, ricorda il freddo patito dai profughi). Molti di loro vennero accolti dai padroni delle masserie vicine; altri cercarono rifugio nei paesi più prossimi (che data la distribuzione antropica del siracusano risultarono comunque distanti da raggiungere a piedi).
Dentro le mura continuavano i bombardamenti, ma senza rilevanti perdite di vite umane, nemmeno tra i tedeschi. I siracusani rimasti con i germanici vennero lodati per il loro comportamento, poiché si disse che accudirono fedelmente le forze imperiali, permettendo alla città, pur tra tante difficoltà, di resistere.

### Il miracolo di Santa Lucia

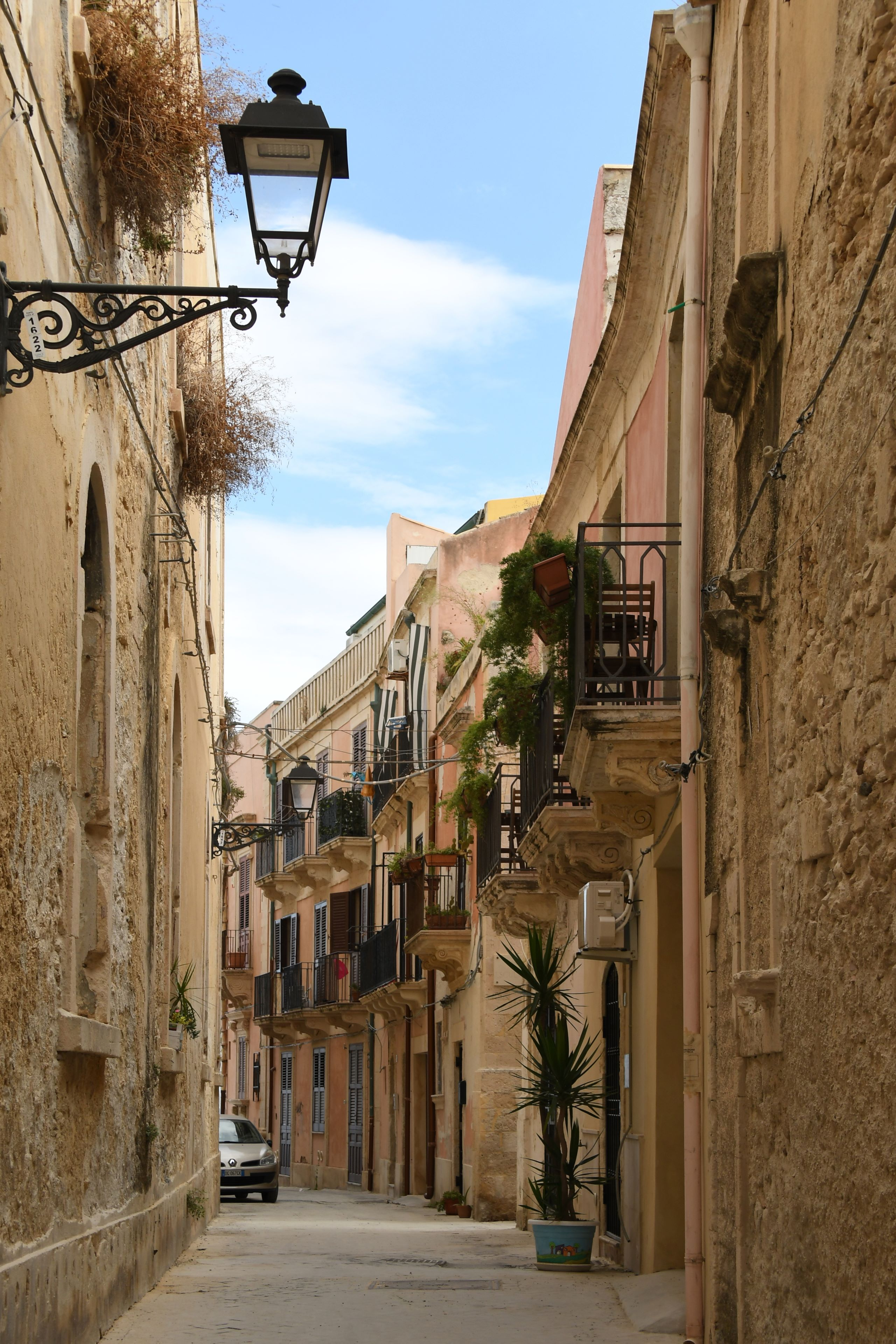
Vicoli di Ortigia, sopravvissuti ai bombardamenti del 1735

La conclusione dell'assedio siracusano rimane una questione dibattuta, perché nelle fonti vi sono più versioni di ciò che sul finale accadde: secondo una prima versione, il generale Orsini di Roma valutò le condizioni critiche nelle quali si trovavano e decise di consegnare la città agli spagnoli prima che lo scontro s'incattivisse ulteriormente e ogni possibilità di buona capitolazione sarebbe risultata vana. La prospettiva che chiaramente, giorno dopo giorno, e bomba dopo bomba, andava delineandosi per i tedeschi era quella di una città completamente distrutta, ormai priva di armamento, e dopo la resa, per loro, una dura prigionia, se non addirittura una condanna a morte massiva.
(Privitera, 1879, p. 260.)

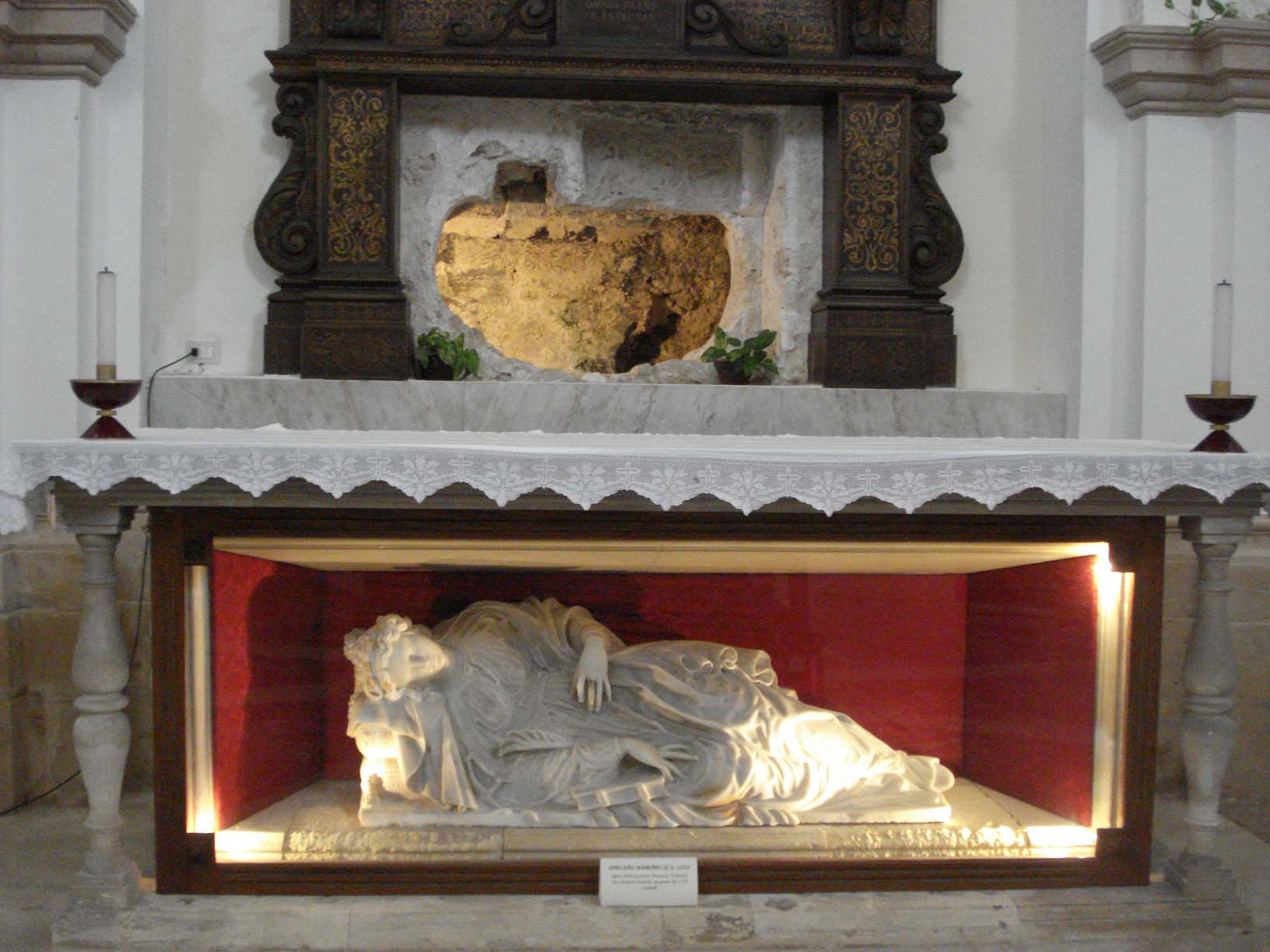
Sepolcro di Santa Lucia, sua prima tomba: sopra il loculo che in tempi molto antichi ospitava il suo corpo (trafugato e infine condotto a Venezia); sotto vi è invece la statua della santa che testimoni oculari dissero trasudò durante l'assedio spagnolo del 1735

Un'altra versione vuole invece che l'assedio ebbe termine a causa di un miracolo compiuto dalla Santa patrona dei siracusani: Lucia da Siracusa. Già nei primi giorni del mese di maggio, dal 6 all'8, i cittadini raccontarono sbalorditi che la statua di marmo bianco raffigurante la Santa morente, costruita da Gregorio Tedeschi nel 1634 e collocata nel Sepolcro della Santa, prese a trasudare misteriosamente; fatto accertato sia dagli ufficiali spagnoli che da un esame della curia.
In seguito, alla fine di maggio, accadde che durante il furioso lancio delle bombe, una di esse andò a cadere all'interno della casa del generale Orsini, dove questi stava desinando. Il generale, che credette fosse arrivata la sua fine, in quegli attimi disperati fece un voto a Santa Lucia: se quella bomba non fosse esplosa, lui avrebbe dichiarato subito la resa e la città sarebbe stata consegnata agli spagnoli.
Poiché la bomba non esplose, il generale romano tenne fede al suo fioretto e quello stesso giorno, il 30 maggio, Siracusa fu dichiarata città non più imperiale. La bomba attribuita a questo evento è tutt'oggi conservata all'interno del Duomo nella cappella della Santa.
Infine, altre fonti ancora attestano che la città si arrese perché «il lungo ed incessante tormento delle bombe» disanimò e costernò la popolazione, la quale, in massa, andò a pregare il generale delle truppe tedesche, Orsini, affinché si arrendesse alla Spagna, perché non credevano di poter reggere oltre questo bombardamento; in sostanza erano arrivati al loro limite di sopportazione. Orsini li ascoltò, ma dovette essere persuaso non poco.
Narrano i testimoni che il generale romano una prima volta rifiutò l'accorato appello dei siracusani rimasti in città, i quali non ne potevano più dello stridere dell'artiglieria pesante. Orsini si decise a spedire un messo al comandante spagnolo solamente quando vide fuori dalla propria casa la processione fatta dalle monache siracusane che, cintesi il capo di corona di spine e legatesi attorno al collo una corda, lo pregarono di «aver pietà di loro e della sventurata Siracusa».

### La resa
Già il 30 maggio i soldati spagnoli rimisero sulle barche gli abitanti che erano stati esiliati alla Maddalena e li scortarono nuovamente all'interno della loro città. Dopo aver portato a termine le trattative, il 1 giugno la città dichiarò ufficialmente la resa. Avutane notizia, il 4 giugno, l'infante di Spagna scrisse subito ai propri genitori, informandoli a sua volta dell'evento:
(Carlo di Borbone al re e alla regina di Spagna. Palermo, il 4 giugno 1735.)

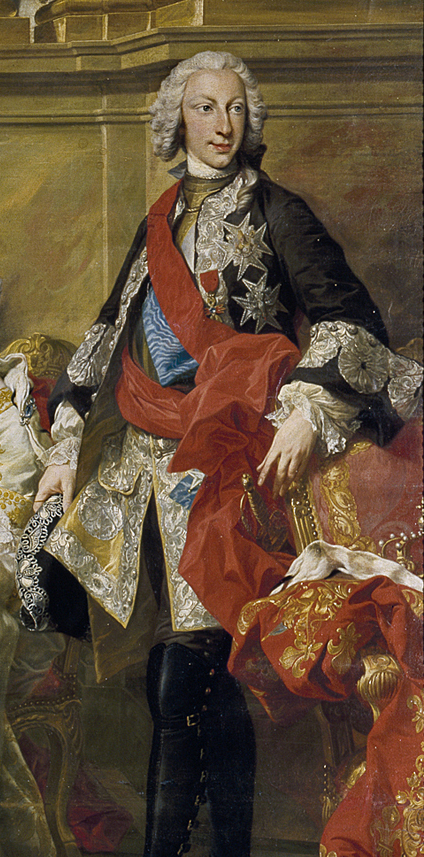
Carlo III di Borbone, re di Sicilia, futuro re di Spagna

Il futuro sovrano, alla fine della lettera, informò inoltre che per celebrare l'importante caduta di Siracusa, quel giorno a Palermo (città nella quale egli in quei frangenti si trovava) si sarebbe cantato il Te Deum (la lode a Dio; anche il conte Maffei nel 1718 la fece intonare ai siracusani quando la flotta inglese sconfisse quella spagnola in acque eretusee). E annunciò tre giorni di giubilo, con feste e luminarie.
Come conseguenza della caduta in suo possesso della più importante roccaforte siciliana, Carlo mandò a chiamare tutti i rappresentanti delle città del Regno, affinché giurassero fedeltà al nuovo sovrano, ed elesse cavalieri e consiglieri del nuovo governo. L'indomani Carlo si fece benedire col Santissimo dal vescovo di Siracusa, Matteo Trigona (che da tempo si trovava a Palermo). Carlo negherà pubblicamente, poiché evidentemente accusato, l'esistenza di accordi premeditati per la conquista siracusana (si vociferava da tempo, fin da quando aveva messo piede in Sicilia, che vi fosse un accordo segreto con le forze imperiali).
(Carlo di Borbone a sovrani di Spagna, Palermo, 7 giugno 1735.)
L'accanimento dei difensori di Siracusa fu reale, che però vi fosse una trama ordita nelle corti europee era senz'altro veritiero; probabile motivo per cui non arrivarono rinforzi tedeschi in Sicilia, a differenza di quanto accadde negli anni '18 e '19, quando l'afflusso dalle terre germaniche fu continuo.
Fin dai primi giorni di febbraio 1735, l'Inghilterra si era imposta sulla Francia e sulla Spagna obbligandole a sedersi al tavolo delle trattative e a far cessare, insieme a lei, la guerra siciliana rivolta contro l'imperatore austriaco. Se queste non avessero accettato, gli inglesi avrebbero dichiarato ai loro possedimenti una guerra serrata sia nell'America del nord che nell'America del sud, oltre che nelle Indie orientali.

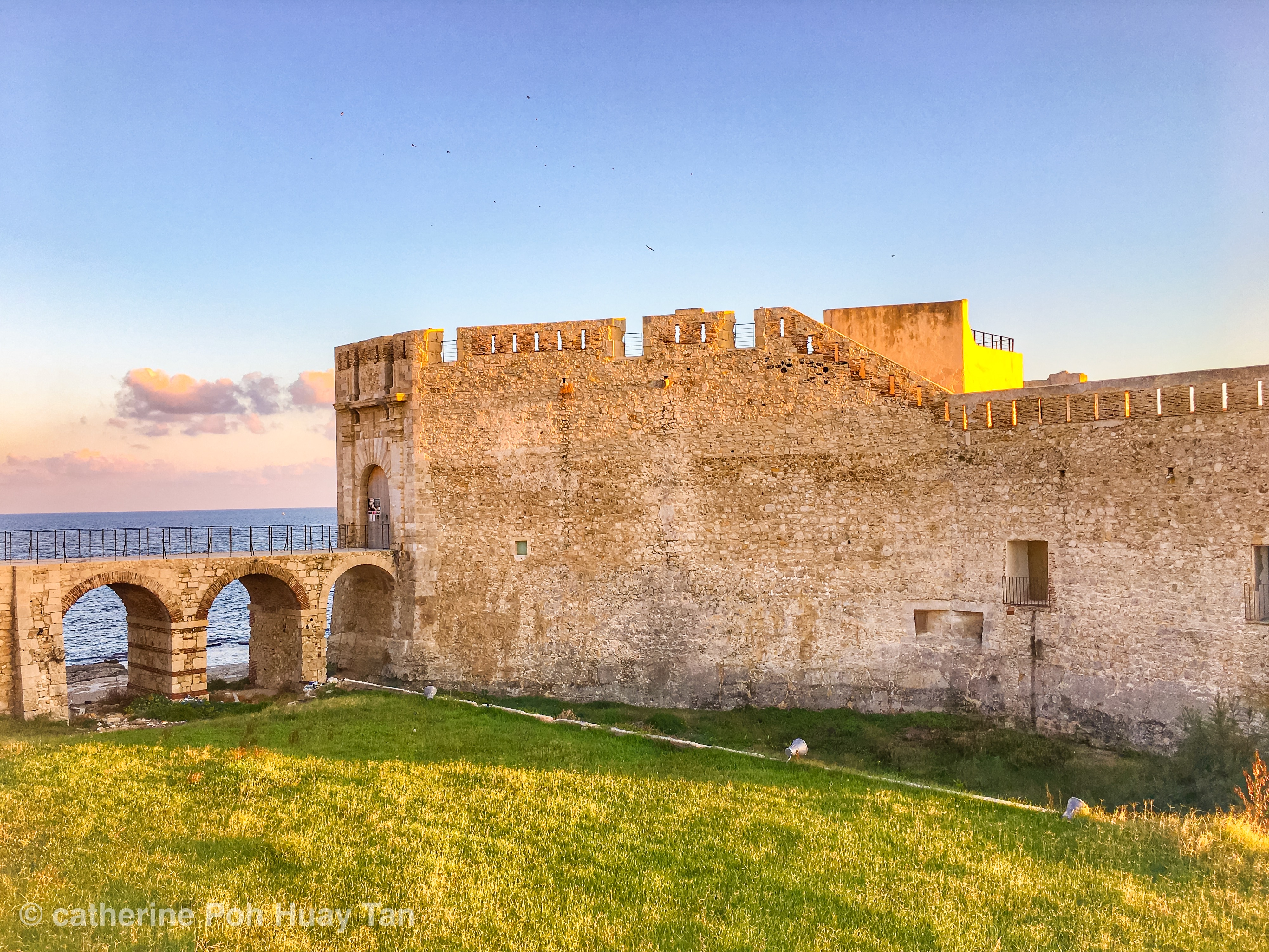
Il primo portale d'ingresso del castello Maniace visto lateralmente; esso non venne mai espugnato, grazie alla difesa secolare dei soldati della città e alla laboriosa opera di fortificazione voluta dalla Spagna

Francia e Spagna erano riuscite a tirarla per le lunghe, permettendo al duca di Parma e Piacenza di portare a termine il piano che si erano prefissate. Dopo la presa di Siracusa, però - che di fatto rappresentò l'ultimo tentativo di opposizione all'asse franco-spagnolo da parte dell'imperatore germanico -, le insistenze inglesi precipitarono e venne enunciato l'ultimatum.
La Francia in un primo momento si mostrò più che restia ad accettare la mediazione inglese: i francesi stavano aiutando la Spagna ad espugnare le città della pianura padana appartenenti al dominio asburgico (erano in procinto di assediare Mantova). La Spagna non voleva far cessare le proprie conquiste, mentre Carlo VI d'Asburgo appariva sconfitto e stravolto dal susseguirsi degli eventi: egli rimproverava l'Inghilterra, e la Francia, domandando che senso aveva avuto tutto lo spargimento di sangue passato per conquistare la Sicilia se poi adesso vi doveva rinunciare (sulle mosse dell'imperatore influì molto la necessità di accettazione della Prammatica Sanzione).
Giorno 15 giugno i tedeschi uscirono da Siracusa con tutti gli onori (concessi loro nella capitolazione). Al loro posto entrò l'esercito spagnolo, con il marchese di Grazia Reale, il quale, a nome del futuro re, giurò di rispettare i privilegi della città (che consistevano essenzialmente dall'essere esentata dai donativi obbligatori alla regia corte); una gran folla lo acclamò.
Carlo di Borbone non attese la caduta di Trapani (la quale, abbandonata a sé stessa, capitolerà il 12 luglio), egli decise di incoronarsi re di Sicilia giorno 3 luglio (tutto avvenne con una gran fretta: non si poté attendere nemmeno il ritorno delle truppe spagnole da Siracusa, ancora in area aretusea il 30 giugno, così il monarca per il suo ingresso solenne nella capitale siciliana dovette affidarsi alla scorta delle maestranze palermitane). Le potenze estere intimarono al primo sovrano italico dei Borbone di lasciare immediatamente la Sicilia: egli, difatti, partì per Napoli l'8 luglio 1735, su di una nave da guerra spagnola, l'Europa.

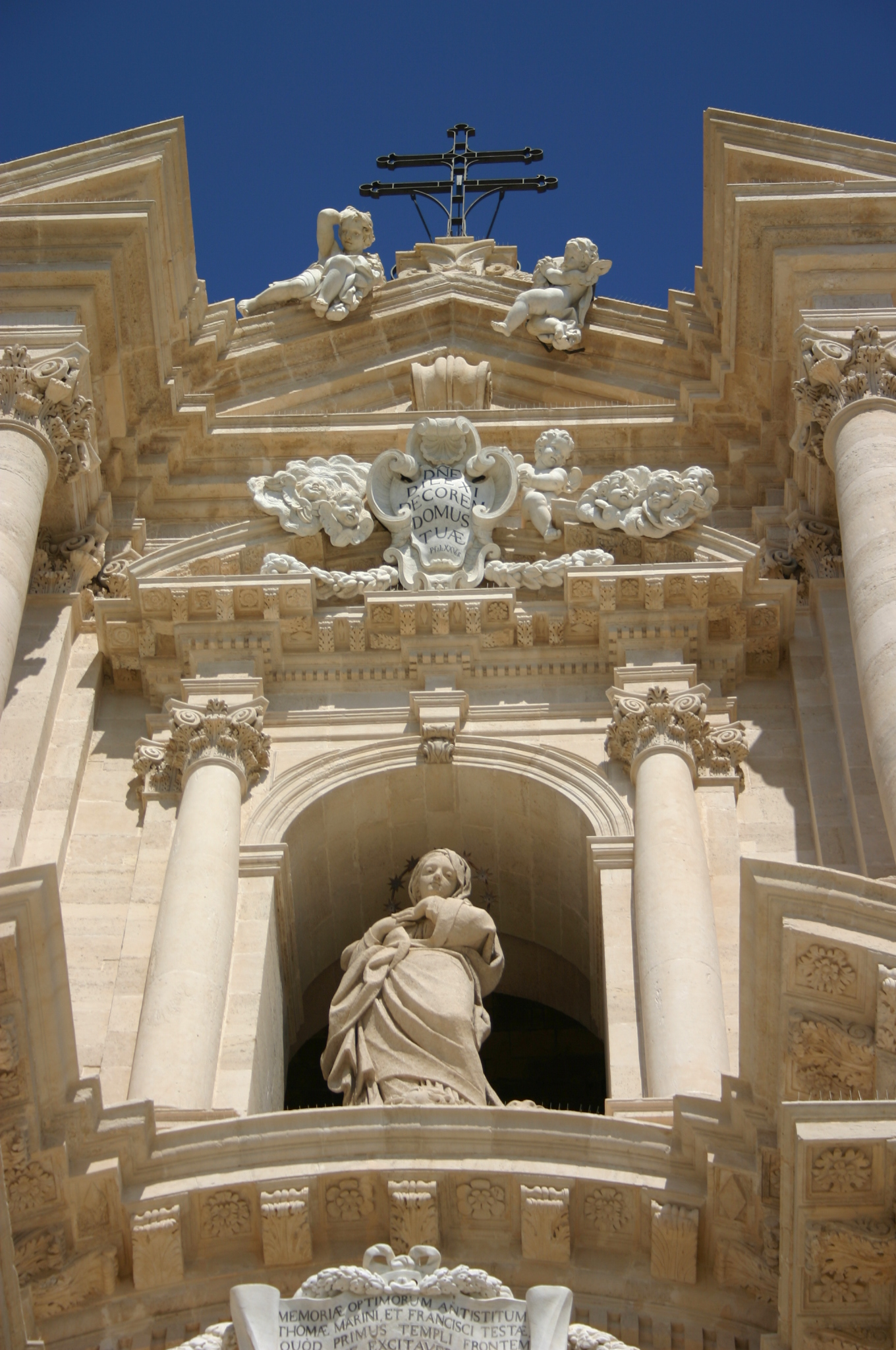
Statue e altri ornamenti in stile barocco edificati sulla parte alta del Duomo aretuseo (XVIII sec.; tempi austro-spagnoli)

Finiva quindi l'età degli Asburgo a Siracusa. Carlo VI, ultimo erede di questa Casa dinastica tedesca nata alla corte degli Hohenstaufen (ai quali Siracusa deve la costruzione del castello Maniace, oltre che l'adozione dell'attuale stemma comunale), scelse questa città come sua ultima difesa: suo fu l'ordite dato al viceré austriaco, il conte di Sástago, di dover difendere Siracusa «fino all'estremo» (parole poi riportate anche dal generale Orsini al marchese di Grazia Reale).
Dopo le acclamazioni al nuovo re (nella piazza del Duomo, i siracusani per tre volte gridarono il nome di Carlo di Borbone mentre dal balcone del palazzo del Senato venivano loro lanciate monete d'argento in segno di giubilo), le truppe spagnole presero stabilmente possesso del presidio siracusano.
Narrano le fonti che i vincitori non trattarono bene i cittadini: certamente non si arrivò agli estremi desiderati dall'imperatore, poiché i tedeschi vennero lasciati andare, ma è comunque da notare che gli spagnoli si comportarono in città da conquistatori. I soldati di Sua Maestà Cattolica, infatti, lontani dagli intrighi diplomatici dei salotti europei, avevano combattuto e faticato per diverso tempo prima di ottenere la resa di Siracusa, e la trattarono quindi come una città presa con l'uso della forza, per cui i suoi abitanti ne ebbero a soffrire.
I siracusani, non essendovi stato tempo per farlo in Sicilia, spedirono una loro commissione direttamente a Napoli alla corte del nuovo re, per rendergli gli omaggi dovuti. In quella occasione vi erano il vescovo della provincia ecclesiastica siracusana accompagnato da nobili scelti della città. Carlo di Borbone (Carlo III per i siciliani, che tenevano il medesimo conto dei re spagnoli, e VII per i napoletani, che invece si basavano sul conteggio dei re francesi, che non avevano però toccato la corona di Sicilia) li accolse benevolmente e promise di rispettare i privilegi di questa città.
Quella stessa estate, la Francia abbandonò l'alleata e si sedette, in solitaria, al tavolo delle trattative con l'Inghilterra. Anche se fin dal novembre del 1735 non si combatteva più, per via di un riconosciuto armistizio e l'Austria aveva chiesto trattative di pacificazione già all'inizio dell'ottobre, la pace ufficiale poté essere sancita solo nel 1738, con il trattato di Vienna, il quale legittimava Carlo di Borbone davanti alla comunità internazionale a governare la Sicilia insieme a Napoli; nasceva ufficialmente il regno italico dei Borbone, tenuto separato dalle corone di Spagna e Francia.

## Conseguenze
Con questo nuovo assetto territoriale veniva meno il ruolo militare di Siracusa: essendo il regno italico staccato rigorosamente dalla più potente Spagna (la quale aveva attirato in passato parecchi nemici nell'isola) e tenuto volutamente in disparte dalle guerre estere.
Siracusa poté godere di un lungo periodo di pace (e anche le calamità naturali, per un tempo considerevole, smisero di tormentare finalmente il martoriato territorio), tuttavia, non rientrando negli interessi primari della novella corte italica, né godendo di una posizione influente nel sistema politico siciliano, questi decenni furono per essa caratterizzati da una crescente povertà e da una stagnazione demografica (la città comunque non riusciva a crescere e tenere il passo con le altre realtà siciliane, sue consimili).

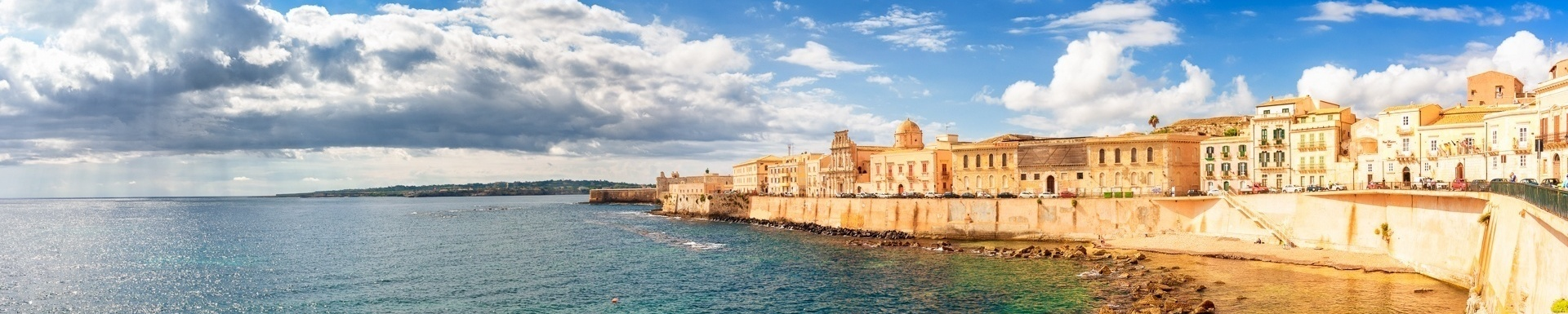
Vista sul lungomare di Levante dell'isola di Ortigia

Ben presto gli spagnoli vennero estromessi da ogni aspetto della vita del regno italico, in ultimo da quello militare. Le strade della Spagna e della Sicilia, quindi anche di Siracusa, dopo secoli di unione, finivano con il dividersi definitivamente e prendere ciascuna una differente linea politica.
Il nome di Siracusa tornò a occupare l'attenzione dei suoi sovrani solo a partire dalla fine del '700, a causa della prima rivoluzione francese, quando Napoleone Bonaparte minacciò la totale conquista del regno italico. Allora l'isola di Sicilia venne strenuamente difesa dagli inglesi (essendo rimasta l'ultimo baluardo europeo libero dallo strapotere del nuovo imperatore dei francesi).
La città aretusea nei primi del 1800 ebbe nuovamente un ruolo importante nei programmi di difesa e l'Inghilterra la occupò militarmente e politicamente (il commodoro Cuthbert Collingwood richiese il pieno possesso del suo porto, insieme al porto di Augusta, affinché Sua Maestà Britannica potesse sfruttrane a pieno le capacità). Fu quello un periodo abbastanza prospero per Siracusa, poiché gli inglesi facevano girare al suo interno molto denaro.
I decenni a seguire furono segnati da una crescente tensione politica: esternamente Inghilterra e Francia, divenute le due principali potenze europee, si fronteggiavano a vicenda, e la Sicilia era spesso coinvolta nelle loro lotte: insinuavano i francesi che gli inglesi volessero conquistarla; viceversa, gli inglesi asserivano di volerla solo proteggere dalle mire espansionistiche di potenze come la Francia.
Francesi e inglesi avrebbero per parecchio tempo controllato le rispettive mosse compiute nei riguardi della Sicilia: ad esempio, i francesi del giornale Le Constitutionnel (che vantava firme importanti come quella di Adolphe Thiers, futuro primo presidente della Terza Repubblica francese) asserirono che:
Volendo quindi sottolineare la difficoltà dell'impresa. Quando poi l'Inghilterra, nel corso della rivoluzione siciliana, fu tentata di tenere per sé certi punti strategici dell'isola, come Siracusa, spedendovi suoi soldati per impedire ai rivoluzionari di prenderla, la Francia la minacciò avvertendola che se avesse fatto una cosa del genere, essa avrebbe spedito a sua volta soldati francesi in certe città strategiche del Nord, occupandole, ovvero invadendole.
Siracusa, che sotto la monarchia di Spagna mai si era ribellata (nonostante le innumerevoli guerre, carestie e stenti di ogni genere), alla fine insorse contro la noncuranza del governo dei Borbone nei suoi riguardi: nel 1837, afflitta da una nuova mortale epidemia, il colera, perse la ragione (stando alle parole degli ufficiali borbonici) e si scagliò contro le istituzioni napoletane. I Borbone ristabilirono in essa l'ordine con la forza (tristemente celebri divennero le azioni in quei frangenti del gendarme marchese Del Carretto contro l'inerme popolazione). Spogliata di tutto, il re napoletano la dichiarò «città scellerata» e le tolse l'unica autorità istituzionale rimastale: il titolo di capoluogo del Vallo, e lo trasferì a Noto:
(Marchese Del Carretto al re Ferdinando II di Borbone.)
Nonostante la rivolta sedata, sarebbero seguiti altri moti rivoluzionari in tutta l'isola che avrebbero alla fine portato all'invasione di Giuseppe Garibaldi nella primavera del 1860.